# Österreichische Fußballnationalmannschaft
Die österreichische Fußballnationalmannschaft ist die Auswahlmannschaft des Österreichischen Fußball-Bundes (ÖFB). Sie wird seit Ende Mai 2022 von Ralf Rangnick betreut und trägt ihre Heimspiele zum Großteil im Wiener Ernst-Happel-Stadion und im Wörthersee Stadion in Klagenfurt am Wörthersee aus.

## Geschichte
Das erste historisch belegte Spiel eines österreichischen Auswahlteams bestritt eine multinationale Mannschaft aus Cisleithanien 1902 gegen die ungarische Fußballnationalmannschaft. Am 16. Mai 1931 gelang dann der Fußballnationalmannschaft der 1919 gegründeten Republik Österreich unter Teamchef Hugo Meisl ein Sieg gegen die schottische Nationalmannschaft. Das sogenannte „Wunderteam“ fügte den Schotten damit die erste Niederlage auf dem europäischen Festland zu. Nach der Auflösung des Staates mit dem Anschluss an das Deutsche Reich gab es zwangsläufig nur noch eine gemeinsame deutsche Nationalmannschaft. Erst mit dem Untergang des Deutschen Reiches und der Wiedererrichtung der Republik Österreich nach dem Zweiten Weltkrieg entstand auch wieder eine österreichische Nationalmannschaft, der bei der WM 1954 ein beachtlicher dritter Platz gelang, hinter dem Vizeweltmeister Ungarn und dem Weltmeister Bundesrepublik Deutschland. Danach folgte eine längere Zeit ohne bemerkenswerte Fußballerfolge. Bei der WM 1978 in Argentinien gelang der Einzug in die Runde der besten Acht, in der die österreichische Fußballnationalmannschaft auf den amtierenden Weltmeister von 1974 traf und das Spiel mit 3:2 für sich entschied. Dieser Sieg gegen den „großen Bruder“ Deutschland sorgte für so viel Aufsehen, dass er seitdem in Österreich als Wunder von Córdoba bezeichnet wird. Legendär war auch die Moderation des österreichischen Radioreporters Eduard „Edi“ Finger sen., der den Sieg enthusiastisch mit den Worten: „I wer narrisch!“ bejubelte. Die letzte Teilnahme der Österreicher bei einem WM-Turnier war 1998 in Frankreich. Für die EM 2008 waren sie als Gastgeberland zusammen mit der Schweiz automatisch qualifiziert.

### 1901–1918: Die Auswahlmannschaft Cisleithaniens

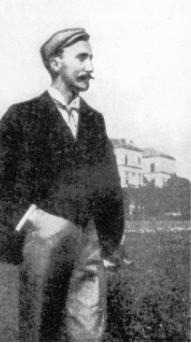
M. D. Nicholson – Initiator der ersten Nationalmannschaft

Der Fußballsport kam Anfang der 1890er Jahre über England nach Österreich-Ungarn. Die beiden ältesten österreichischen Fußballklubs Cricketer und Vienna trugen 1894 ein erstes Fußballspiel zwischen zwei Vereinen auf der Döblinger Kugerlwiese aus. Um die Entwicklung des Fußballsports in Wien kümmerte sich damals M.D. Nicholson, einst selbst englischer Nationalspieler, der aus beruflichen Gründen nach Wien versetzt worden war. Am 18. Dezember 1898 organisierte er ein Spiel zwischen „Wiener Engländern“ und Wienern im Prater. Die Österreicher traten mit weißen Leibchen und schwarzen Hosen auf – diese Dresskombination wurde später zu den Teamfarben der Nationalmannschaft, wenngleich sie in der jüngeren Vergangenheit in Rot-Weiß-Rot auftraten. Ein erstes Länderspiel absolvierte Österreich am 8. April 1901 gegen eine Schweizer Auswahl. Dieses Spiel wird jedoch von beiden Verbänden als inoffiziell betrachtet und ist in der österreichischen Fußball-Literatur als „Ur-Länderspiel“ bekannt. Veranstaltet wurde die Begegnung von der erst ein Jahr zuvor gegründeten Österreichischen Fußball-Union, einem Vorgänger des heutigen ÖFB, deren Gründer M.D. Nicholson bis zu seiner Abreise im Oktober 1901 auch erster Präsident dieses ersten offiziellen österreichischen Fußballverbandes war. Das Ur-Länderspiel bestritt Österreich mit Spielern der großen Wiener Vereine Vienna, Cricketer und WAC. Als Länderspiel wird es betrachtet, da die Wiener Stadtmannschaft, die bereits zuvor gegen ausländische Vereine gespielt hatte, erstmals auf eine ausländische Verbandsmannschaft traf. Viele österreichische Spieler legten sich damals, um nicht erkannt zu werden, Pseudonyme zu, trugen Perücken und klebten sich sogar falsche Bärte an. Ein Grund dafür war, dass Schülern, auch wenn sie schon 17 oder 18 Jahre alt waren, das Fußballspielen in Vereinen damals verboten war.
Das erste heute als offiziell anerkannte Länderspiel zwischen Österreich und Ungarn, die beide bis 1918 politisch noch eine Realunion Österreich-Ungarn bildeten, aber beide als souveräne Staaten galten, schrieb die Österreichische Fußball-Union damals noch als „Städtespiel Wien gegen Budapest“ für den 12. Oktober 1902 aus. Dabei handelte es sich um einen geschichtsträchtigen Moment, nämlich das europaweit erste Fußball-Länderspiel zweier nichtbritischer Mannschaften. Österreich gewann sein Debüt mit 5:0, einen Hattrick erzielte dabei Jan Studnicka, einer der ersten Stars des österreichischen Fußballs. In den folgenden Jahrzehnten wiederholte man zweimal jährlich diesen sportlichen Wettstreit zwischen Österreich und Ungarn, der je einmal in Wien und einmal in Budapest stattfand. Diese Duelle waren durch große Rivalität gekennzeichnet und bildeten den jeweiligen Höhepunkt der Fußballsaison. Die Fußballnationalmannschaft jener Zeit ist aber nicht mit der heutigen vergleichbar. Im damaligen Vielvölkerstaat bestand die Auswahlmannschaft der österreichischen Reichshälfte Cisleithanien aus Spielern unterschiedlicher Nationalitäten. So spielte eine beachtliche Anzahl Tschechen neben den deutschen Österreichern in der Mannschaft. Die erste Teilnahme des Landes an einem internationalen Wettbewerb erfolgte dann bei den Olympischen Spielen 1912 in Stockholm. Siege über die Mannschaft des kaiserlichen Deutschen Reiches, Norwegen und Italien sowie Niederlagen gegen die Niederlande und Ungarn bedeuteten am Ende den 6. Platz des Turniers. Während des Ersten Weltkriegs wurde in Österreich der Fußballbetrieb ohne Unterbrechung fortgeführt. Verbandskapitän Hugo Meisl wurde allerdings an die Isonzofront befehligt, sodass in dieser Zeit der ehemalige Vienna-Verteidiger Heinrich Retschury die Nationalmannschaft betreute. Während des Großen Krieges konnte der Verband jedoch nur Spiele gegen Ungarn und die neutrale Schweiz organisieren.

### 1918–1938: Wunderteam
Nach Ende des Ersten Weltkrieges versuchten mehrere Länder, angeführt von England, mit Österreich einen der laut den Pariser Vorortverträgen Hauptkriegsschuldigen aus der FIFA zu drängen. Aber auch neu entstandene Nachbarstaaten der neuen Republik (Deutsch-)Österreich wie die Tschechoslowakei boykottierten zunächst Spiele gegen österreichische Mannschaften. Hugo Meisl war bemüht, die alten Kontakte zu den Landesverbänden wiederherzustellen und versuchte gleichzeitig, internationale Wettbewerbe für Vereins- und Nationalmannschaften ins Leben zu rufen. In der jungen Republik erlebte der Fußball, insbesondere dank der Einführung des (verkürzten) Achtstundentages, einen großen Aufschwung. 1921 wurde auf der Hohen Warte ein neues 80.000 Zuschauer fassendes Stadion eröffnet, 1924 wurde in Österreich als erstem kontinentaleuropäischen Land der Profifußball eingeführt. Diese Neuerungen trugen sowohl zum Erfolg der Nationalmannschaft als auch zum Erfolg der Vereine auf internationaler Ebene bei. 1926 konnte beispielsweise das Team in sechs von sieben Partien siegreich bleiben. 1927 kam es erstmals zur Austragung des Europapokals. Es handelte sich dabei um einen Vorläufer der Fußball-Europameisterschaft, der in einem Meisterschaftsmodus über einen Zeitraum von mehreren Jahren unter den teilnehmenden Nationen ausgespielt wurde. Bereits den ersten Europapokal-Wettbewerb konnte Österreich 1930 als Vize-Europameister hinter Italien abschließen.
Der Höhepunkt der österreichischen Fußballgeschichte der Zwischenkriegszeit wurde jedoch die Ära des „Wunderteams“. Als solches wird die österreichische Fußballnationalmannschaft bezeichnet, die 1931 die bis dato auf dem europäischen Festland ungeschlagenen Schotten mit 5:0 besiegte. Das Team um Kapitän Matthias Sindelar konnte in den folgenden Spielen mit weiteren Kantersiegen über europäische Spitzenteams auf sich aufmerksam machen, es schlug die Mannschaft des Deutschen Reiches 6:0 in Berlin sowie 5:0 in Wien, gewann 8:1 gegen die Schweiz und 8:2 gegen Ungarn, besiegte Belgien 6:1 und Frankreich 4:0. Zur selben Zeit konnte sich die Nationalmannschaft 1932 den Gewinn des Europapokals vor den Italienern sichern. Als größter Erfolg des Wunderteams gilt jedoch dessen einzige Niederlage. Am 7. Dezember 1932 trat es gegen die englische Nationalmannschaft an, die zu Hause bislang ungeschlagen war und es auch weitere 20 Jahre lang bleiben sollte. Noch hatte es bislang keine Mannschaft vom europäischen Festland geschafft, mehr als ein Ehrentor in England zu erzielen. Die RAVAG übertrug das Spiel live auf den Wiener Heldenplatz. In Stamford Bridge lagen die Österreicher jedoch bereits zur Pause mit 0:2 zurück, spielten nervös, ehe sie in der zweiten Halbzeit ihr berühmtes Kombinationsspiel aufzogen. Hugo Meisl schickte seine Mannschaft mit den Worten „Spüts euer Spüü!“ zurück auf das Spielfeld. Das Nationalteam schaffte dreimal den Anschlusstreffer, verlor am Ende jedoch 3:4, wobei Adolf Vogl kurz vor Schluss noch die Ausgleichschance vergab. Der Wechsel einiger Spieler wie beispielsweise Torwart Rudi Hiden zu finanziell lukrativeren Vereinen ins Ausland schwächte jedoch die Mannschaft entscheidend, dennoch fuhr sie als einer der großen Titelfavoriten zur Weltmeisterschaft 1934 nach Italien. Im Halbfinale wurde die österreichische Mannschaft schließlich vom Gastgeber gestoppt, wobei dem schwedischen Schiedsrichter Ivan Eklind eine äußerst zwielichtige Rolle vorgeworfen werden muss. Denn tags zuvor war er noch vom italienischen Diktator Benito Mussolini als persönlicher Ehrengast geladen worden. Das einzige Tor des Spiels fiel in der 18. Minute, als mehrere Italiener den österreichischen Tormann Peter Platzer mit dem Ball in den Händen über die Torlinie stießen. Ivan Eklind griff sogar selbst aktiv ins Spielgeschehen ein, indem er eine Flanke auf den freistehenden österreichischen Stürmer Karl Zischek wegköpfte.

### 1938–1945: Nationalsozialismus und Zweiter Weltkrieg
Nach dem „Anschluss“ bzw. die Eingliederung Österreichs in das nationalsozialistische Deutsche Reich am 12. März 1938 löste sich der ÖFB daraufhin am 28. März 1938 de facto auf und war nun nicht mehr Teil des weltweiten Fußballverbandes. De jure bestand der Verband noch bis zum 7. Juni 1938.

Der Fußball-Sonntag vom 5. Juni 1938 berichtet von der bevorstehenden Auflösung des ÖFB und dem damit verbundenen Ende der Nationalmannschaft

Eine Woche vor der am 10. April angesetzten Volksabstimmung, die die Vereinigung mit dem Deutschen Reich nachträglich legitimieren sollte, fand im Wiener Praterstadion ein inoffizielles Länderspiel zwischen Österreich und Deutschland statt. Das als „Versöhnungsspiel“ betitelte Aufeinandertreffen beider Teams war von NS-Propaganda geprägt. Der aus Kärnten stammende Friedrich Rainer, seit 1934 Mitglied der SS, war für die Organisation des Spiels verantwortlich und als Leiter des Wahlorganisationsamtes auch bei der Abwicklung der Volksabstimmung involviert. Am Programmheft für die Partie war nur die deutsche Mannschaft abgebildet und vor dem Spiel marschierten Torwart Rudolf Zöhrer und Linksverteidiger Otto Marischka mit einem Transparent mit der Aufschrift „Sportler stimmen mit Ja“ aufs Spielfeld. Auf Wunsch der österreichischen Auswahl um Kapitän Sindelar lief man nicht in den weiß-schwarzen Heimdressen auf; man entschied sich für die rot-weiß-rote Auswärtsgarnitur, die Deutschen spielten in den traditionellen Heimfarben schwarz-weiß.
Am 3. April 1938 gewann der Gau Österreich mit 2:0 gegen die Deutsche Reichsmannschaft vor 60.000 Zuschauern. Matthias Sindelar erzielte dabei in der 62. Minute das erste Tor, wenige Minuten später folgte ein Freistoßtor durch Karl Sesta. Das „Versöhnungsspiel“ wird heute weder vom ÖFB noch vom DFB als Länderspiel anerkannt und findet sich in keiner Länderspielstatistik wieder.

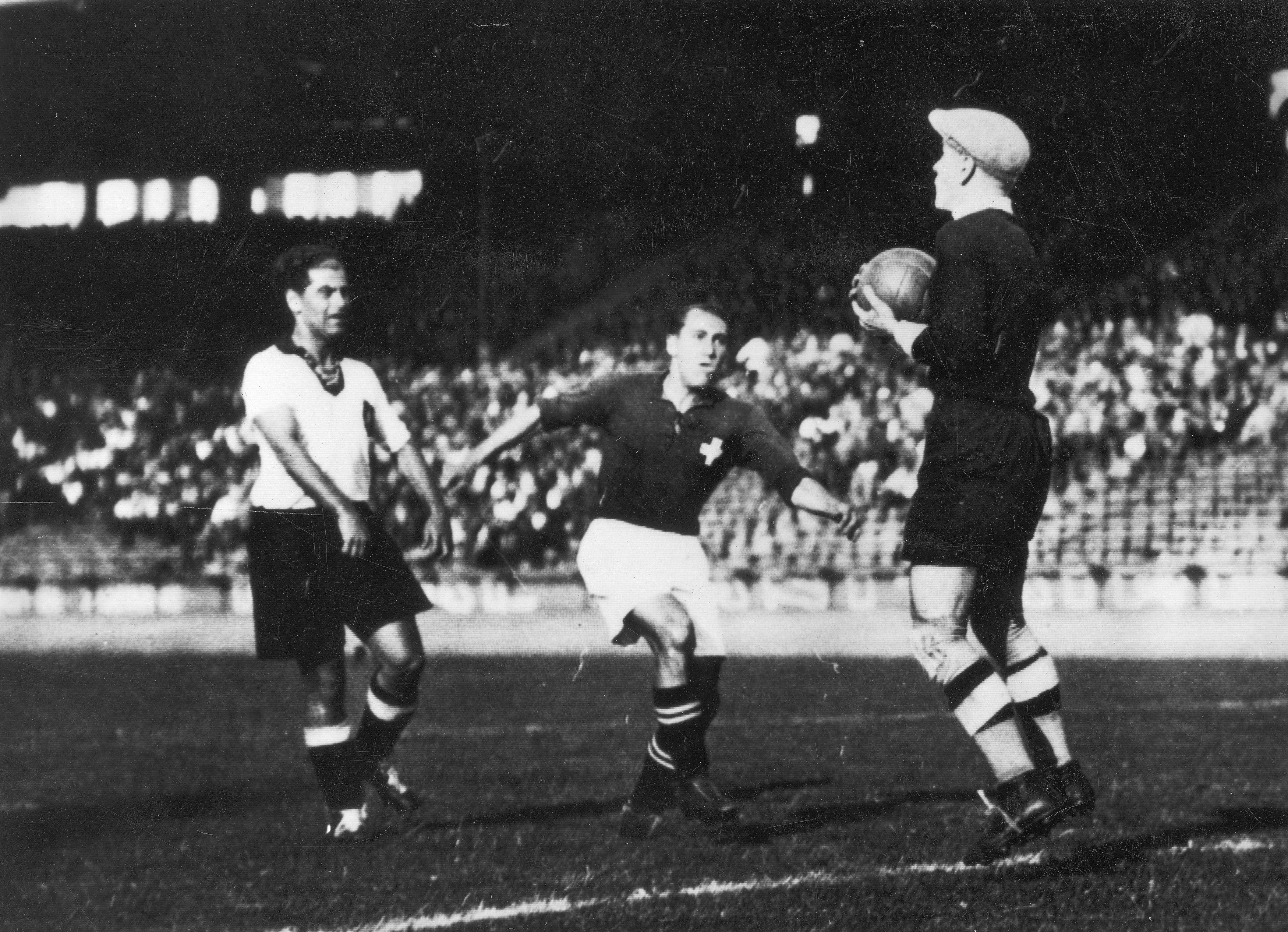
Die Achtelfinalpartie zwischen der Mannschaft aus dem Deutschen Reich und der Schweiz bei der WM 1938 im Parc des Princes, Paris

Der Anschluss bedeutete einen tiefen Einschnitt für den Fußball im (nun) ehemaligen Österreich. Zahlreiche Vereine wurden aufgelöst, Spieler mussten vor dem Regime ins Ausland fliehen. Die vormalige österreichische Nationalliga wurde durch die Gauliga Ostmark ersetzt, der angeblich „verjudete“ Professionalismus abgeschafft. Die Mannschaften mussten vor und nach Spielen den Hitlergruß leisten und der Nachwuchsbetrieb der Vereine wurde der HJ übertragen. Die aufgelöste österreichische Nationalmannschaft wurde mit dem bisherigen reichsdeutschen Fußballteam zur großdeutschen Mannschaft verschmolzen. Österreich hatte sich vor seiner Auflösung für die Weltmeisterschaft 1938 qualifiziert, die Spieler konnten danach nur noch für die Mannschaft des Deutschen Reiches spielen. Neun Fußballspieler aus dem ehemaligen österreichischen Team gehörten zum Kader des Deutschen Reichs bei der WM in Frankreich. Die Neigung, in einem gesamtdeutschen Team zu spielen, war unter den vormals österreichischen Spielern geteilt; einige Fußballgrößen wie Matthias Sindelar und Walter Nausch konnten es sich aufgrund ihrer Berühmtheit z. B. erlauben, ein Engagement in der gesamtdeutschen Mannschaft zu verweigern. Insgesamt kamen dennoch 28 Spieler aus den neuen Alpen- und Donaugauen (zusammen nun Ostmark) in der reichsdeutschen Mannschaft zum Einsatz, in vier Länderspielen standen sogar acht Spieler aus dem ehemaligen Österreich auf dem Platz.
Für zwei Länderspiele gegen Böhmen und Mähren wurde die Ostmärkische Fußballnationalmannschaft, auch Ostmarkauswahl, gebildet (7:1 in Wien am 21. Mai 1939; 5:5 in Prag am 22. Oktober 1939). Dabei handelte es sich um eine Auswahlmannschaft aus der nun bestehenden Ostmark.

### 1945–1962: Erfolge in der Nachkriegszeit
Nach dem Kriegsende wurde rasch wieder eine österreichische Fußballnationalmannschaft aufgebaut und bereits im August 1945 spielte sie zweimal gegen Ungarn in Budapest. Nach der Wiederinstandsetzung des Praterstadions konnte das Team am 6. Dezember 1945 nach über acht Jahren wieder ein Heimspiel bestreiten. Als Gegner wurde Frankreich geladen, zu dem historischen Spiel kam neben 60.000 Zusehern auch FIFA-Präsident Jules Rimet. Österreich gewann mit 4:1, Karl Decker erzielte dabei drei Treffer. Österreich schloss bald wieder an alte Erfolge an und schlug 1951 als erstes Team des Kontinents Schottland im eigenen Stadion mit 1:0. Damit wurden wieder Erinnerungen an das Wunderteam geweckt, dem gleiches 18 Jahre zuvor in Wien gelungen war. Spieler wie Gerhard Hanappi, Walter Zeman und Ernst Ocwirk schafften gar den Sprung in die Weltauswahl. Höhepunkt dieser Generation war die Weltmeisterschaft 1954 in der Schweiz. Österreich deklassierte in seinem Qualifikationsspiel Portugal mit 9:1 und überstand die Vorrunde mit einem 1:0-Triumph über Schottland und einem 5:0-Rekordsieg über die Tschechoslowakei souverän. Zu einem der bekanntesten Spiele der österreichischen Fußballgeschichte entwickelte sich das als Hitzeschlacht von Lausanne bezeichnete Viertelfinalspiel gegen die Schweiz. Das trefferreichste Spiel in der Geschichte von Fußball-Weltmeisterschaften entschied Österreich mit 7:5 für sich. Torhüter Kurt Schmied erlitt bereits zu Beginn des Spiels einen Sonnenstich, durfte jedoch nicht ausgewechselt werden.

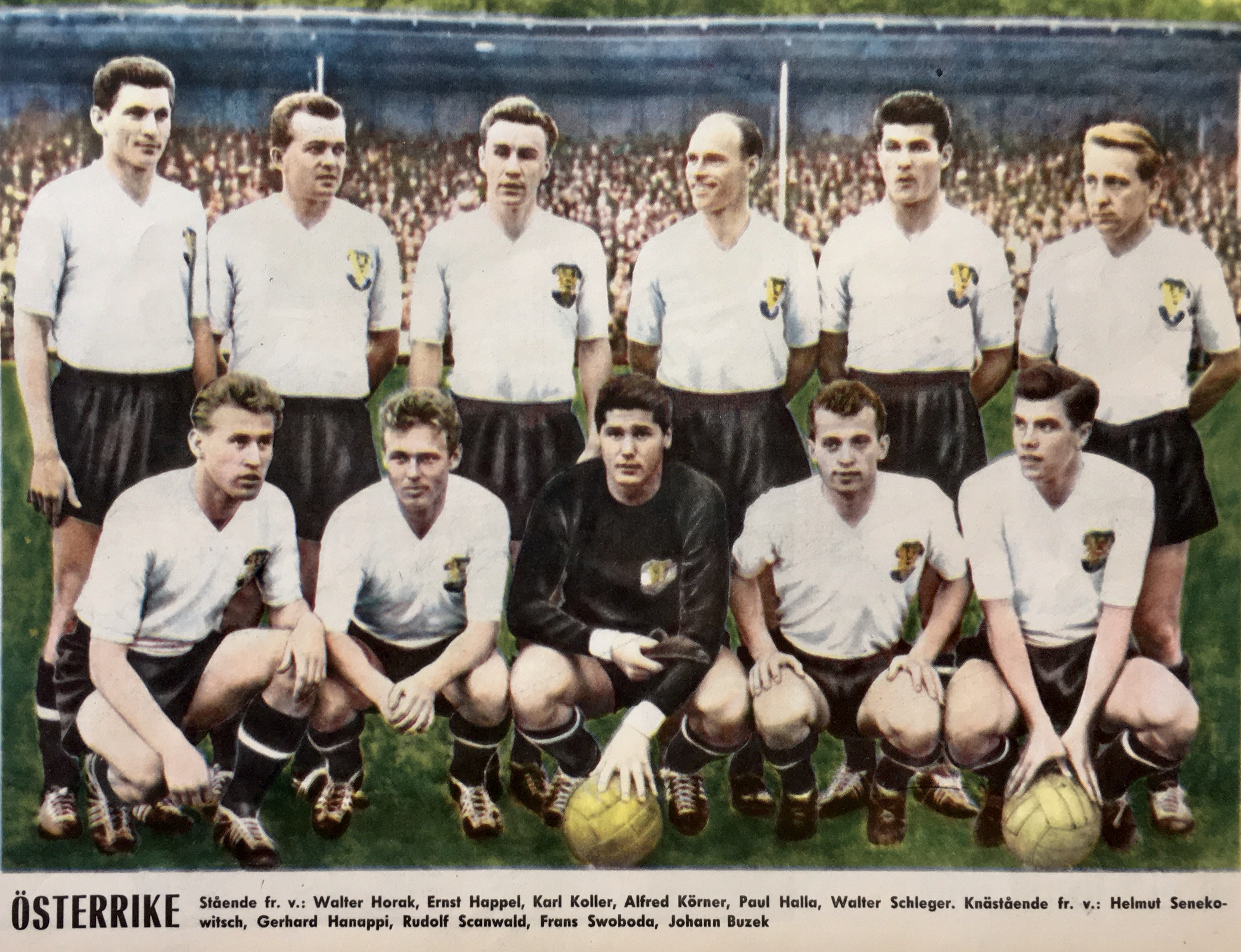
Österreichische Nationalmannschaft aus dem Jahre 1958 – Bild zeigt 2. Reihe stehend v. l.: Walter Horak, Ernst Happel, Karl Koller, Alfred Körner, Paul Halla, Walter Schleger; 1. Reihe hockend v. l.: Helmut Senekowitsch, Gerhard Hanappi, Rudolf Szanwald, Franz Swoboda und Johann Buzek

Die Schweizer gingen vor knapp 50.000 heimischen Fans dadurch rasch mit 3:0 in Führung. Kurt Schmied wurde unterdessen von Masseur Pepi Ulrich mit zugeworfenen Schwämmen gekühlt. Ulrich stellte sich hinter das österreichische Tor und begann dann damit, den sich in einem tranceähnlichen Zustand befindenden Kurt Schmied bei jedem Angriff zu dirigieren. Das österreichische Team suchte bald nach der Schweizer Führung die Flucht nach vorn und lag zehn Minuten später selbst mit 5:3 in Front. Nach einem packenden Spiel, in dem Österreich auch noch einen Elfmeter verschossen hatte, gewann das Team von Trainer Eduard Frühwirth schließlich mit 7:5 und rückte zum zweiten Mal in der Geschichte in ein Halbfinale einer Weltmeisterschaft vor, wo es sich Deutschland allerdings mit 1:6 geschlagen geben musste. Im kleinen Finale konnte schließlich der amtierende Weltmeister Uruguay mit 3:1 geschlagen und so der dritte Platz bei der WM erreicht werden.
Bei der Weltmeisterschaft 1958 in Schweden lief es weniger glücklich für die österreichische Mannschaft. Lospech – in der Finalrunde traf sie auf den späteren Weltmeister Brasilien, den späteren Europameister Sowjetunion sowie auf England – und interne Zwistigkeiten verhinderten ein Weiterkommen. Dennoch hielt die große Popularität im Lande an, unter dem neuen Trainer wurde in der Ära Decker wieder für internationales Aufsehen gesorgt. Vor einer Rekordkulisse von über 90.000 Zuschauern, ermöglicht durch den Ausbau des Praterstadions, konnte die Sowjetunion mit 3:1 und Spanien mit 3:0 geschlagen werden. Aus Geldmangel verzichtete jedoch der Verband auf eine Teilnahme an der Weltmeisterschaft 1962 in Chile – die Mannschaft zerfiel. Ein abruptes Ende der Erfolge Österreichs in der Nachkriegszeit bildete schließlich die klare 0:6-Niederlage gegen die Tschechoslowakei 1962, von der sich viele Spieler und auch Karl Decker nicht mehr erholten.

### 1962–1982: Wembley, Córdoba und Gijón
Nach dem Ende der Decker-Ära vermochte das Team lange Zeit nicht mehr an die alten Erfolge anzuschließen; diese beschränkten sich meist nur noch auf Überraschungssiege in einzelnen Spielen. Große Popularität in Österreich genießt in diesem Zusammenhang das Länderspiel gegen England im Londoner Wembley-Stadion am 20. Oktober 1965: Österreich gelang es als drittem Team des Kontinents, die englische Nationalmannschaft zu besiegen. Zwei Treffer beim 3:2-Sieg erzielte Toni Fritsch, der daraufhin den Spitznamen Wembley-Toni erhielt. Im selben Jahr verpasste die österreichische Fußballnationalmannschaft allerdings erstmals in ihrer Geschichte die WM-Qualifikation. Bei den Ausscheidungsspielen zur Weltmeisterschaft 1966 scheiterte sie an Ungarn und der DDR. Im Sommer 1968 übernahm mit Leopold Šťastný der slowakische Erfolgstrainer von Wacker Innsbruck die Nationalelf. Trotz der wegen Deutschland ebenfalls verpassten Qualifikation zur Weltmeisterschaft 1970 hielten Spieler und Verband am neuen Trainer fest. Nach fast zehn Jahren konnte das Team wieder mit konstanten Leistungen aufwarten. Von einer großen Euphorie getragen, verfehlte Šťastnýs Mannschaft nach zwölf WM-losen Jahren in Österreich die Qualifikation zur Weltmeisterschaft 1974 in Deutschland nur knapp. Die Qualifikationsrunde beschloss das österreichische Team punktgleich und mit derselben Tordifferenz mit Schweden an erster Stelle, sodass ein Entscheidungsspiel zwischen diesen beiden Mannschaften um die Qualifikation in Gelsenkirchen ausgetragen werden sollte. Um genügend Zeit zur Vorbereitung zu haben, wurde eine Meisterschaftsrunde ausgesetzt und das Quartier in Deutschland bereits fünf Tage vor dem Entscheidungsspiel bezogen. Auf schneebedecktem Boden verlor das Team allerdings mit 1:2 und vergab dabei zahlreiche Chancen (unter anderem ein Latten- und ein Torbalkenschuss). Im WM-Jahr 1974 blieb die Mannschaft zudem ungeschlagen.
Aus gesundheitlichen Gründen trat Leopold Šťastný schließlich vom Amt des Nationaltrainers zurück und übergab die Mannschaft an den Slowenen Branko Elsner, der nach der gescheiterten EM-Qualifikation 1976 aufgrund einer 0:1-Niederlage gegen Wales jedoch bald wieder entlassen wurde. Unter dem neuen Trainer Helmut Senekowitsch gelang schließlich im vierten Anlauf wieder die Qualifikation zur Weltmeisterschaft 1978 in Argentinien. Das entscheidende Spiel gegen die Türkei gewann Österreich mit 1:0, das Tor von Herbert Prohaska wurde als „Spitz von Izmir“ berühmt. Bei der Weltmeisterschaft in Argentinien konnte sich Österreich überraschend gegen Brasilien, Spanien und Schweden als Gruppensieger durchsetzen. Somit stieg die Mannschaft unter die besten acht Teams der Welt auf, verpasste den Einzug ins Finale allerdings nach Niederlagen gegen die Niederlande, die vom Österreicher Ernst Happel trainiert wurde, und Italien. Im letzten, für Österreich bedeutungslos gewordenen Spiel der Finalrunde traf die Mannschaft auf den amtierenden Weltmeister Deutschland, der allerdings mit einem Sieg noch den Einzug ins Finale hätte schaffen können. Im Vorfeld gab es zahlreiche Sticheleien seitens deutscher Medien und Spieler. Österreich gewann das Spiel mit 3:2, Hans Krankl traf zweimal, der Deutsche Berti Vogts zudem einmal ins eigene Tor. Dieses Spiel wird heute in Österreich als „Wunder von Córdoba“ bezeichnet, in Deutschland hingegen als „Schmach von Córdoba“.
Karl Stotz übernahm den Trainerposten von Helmut Senekowitsch, der, wie bereits angekündigt, sein Amt als Nationaltrainer nach der erfolgreichen Weltmeisterschaft in Argentinien zurücklegte. Ihm gelang zwar klar die Qualifikation zur Weltmeisterschaft 1982, er wurde aber nach internen Streitigkeiten mit dem Verband noch vor dem Turnier entlassen und sollte durch Ernst Happel ersetzt werden. Die Mannschaft trat allerdings mit Georg Schmidt und Felix Latzke als Notlösung anstelle von Happel an. Die Qualifikationsrunde begann mit Siegen über Algerien und Chile, sodass im letzten Gruppenspiel gegen Deutschland eine knappe Niederlage zum Aufstieg reichte. Deutschland selbst brauchte allerdings nach der Niederlage gegen Algerien einen Sieg gegen Österreich. Das Spiel begann ernsthaft und die Deutschen erzielten in der elften Minute das 1:0. Auch die Zeit bis zum Halbzeitpfiff fand ein engagiertes Spiel statt. In der zweiten Halbzeit allerdings wurde der Ball im Mittelfeld von beiden Teams für die restliche Spielzeit hin- und hergespielt. Österreich und Deutschland stiegen somit auf, die beiden Mannschaften hatten allerdings mit Manipulationsvorwürfen zahlreicher Fans zu kämpfen. Den erhofften Halbfinaleinzug verhinderte schließlich eine 0:1-Niederlage gegen Frankreich, Österreich schloss das Turnier in Spanien auf dem achten Platz ab. Trotz dieses Erfolges spürte die Nationalmannschaft jedoch noch einige Jahre den Popularitätsverlust durch den sogenannten „Nichtangriffspakt von Gijón“.

### 1982–1998: Zwei WM-Teilnahmen mit Vorrunden-Aus
Nach den Weltmeisterschaften in Argentinien und Spanien beendeten sukzessive die Stammkräfte der österreichischen Nationalmannschaft ihre Karriere, was wiederum einen Leistungsabfall zur Folge hatte. Aufgrund der verpassten Qualifikation zur folgenden WM in Mexiko durch Niederlagen gegen Ungarn und die Niederlande mussten mit Erich Hof und Branko Elsner gleich zwei Trainer ihre Teamkarriere wieder beenden. Als Nachfolger wurde Josef Hickersberger präsentiert, der bis dato die U-21-Nationalmannschaft betreut hatte. Hickersberger berief alte Routiniers wie Herbert Prohaska zurück ins Team und stellte zu ihnen neue junge Spieler wie Andreas Herzog, der bei seinem Debüt im Team erst drei Meisterschaftsspiele hinter sich hatte. Der Kurs des neuen Trainers war erfolgreich, Österreich qualifizierte sich für die Weltmeisterschaft 1990 in Italien. Das entscheidende Spiel gegen die DDR wurde mit 3:0 gewonnen, alle Tore schoss der neue Stürmerstar Toni Polster. Österreich musste allerdings bereits nach der Vorrunde nach knappen Niederlagen gegen Italien und die Tschechoslowakei sowie einem Sieg über die USA die Heimreise antreten, wobei man zunächst noch mit dem Aufstieg ins Achtelfinale rechnete. Nach dem damaligen Modus stiegen auch die vier besten Gruppendritten der Vorrunde ins Achtelfinale auf. Da Österreich nur bei sehr unwahrscheinlichen Verläufen der anderen Gruppenspiele auf diesem Wege nicht ins Achtelfinale gekommen wäre, stellte ein ORF-Team zahlreiche Kameras auf, welche die jubelnden Nationalspieler filmen sollten. Zwei Tage nach dem Sieg über die USA standen alle Achtelfinalisten fest, Österreich war nicht dabei.
Kurz nach der Weltmeisterschaft 1990 nahm Hickersbergers Teamkarriere ein spektakuläres Ende. Mit der Nationalmannschaft verlor er in Landskrona gegen die Färöer mit 0:1. Zum bislang letzten Auftritt kam die Nationalmannschaft bei der Weltmeisterschaft 1998 in Frankreich, die Qualifikation hierfür wurde mit acht Siegen in zehn Spielen souverän bestanden, die entscheidenden Duelle mit Schweden konnten jeweils dank eines Treffers von Andreas Herzog gewonnen werden. Das Team von Herbert Prohaska überstand jedoch die Vorrunde gegen Italien, Chile und Kamerun nicht, erzielte alle drei Treffer jeweils in der Nachspielzeit der zweiten Hälfte.

### 1998–2011: Niedergang und Heimeuropameisterschaft mit Vorrundenaus
In der Qualifikation für die Europameisterschaft 2000 traf Österreich auf Israel, Zypern, San Marino und Spanien. Nach einem Unentschieden und zwei Siegen aus den ersten drei Spielen waren die Österreicher Tabellenführer, ehe die ÖFB-Elf am 27. März 1999 in Valencia gegen die Spanier mit 0:9 verlor und Herbert Prohaska daraufhin als Teamchef zurücktrat. Nach zwei Niederlagen, darunter eine 0:5-Niederlage gegen Israel, und zwei Siegen aus den restlichen vier Spielen belegte Österreich aufgrund der schlechten Tordifferenz punktgleich hinter den Israelis den dritten Platz. Unter Prohaska-Nachfolger Otto Barić gelang bei der folgenden Weltmeisterschaftsqualifikation die Revanche gegen Israel, die erst in der Nachspielzeit im direkten Duell des letzten Spieltags von Rang zwei verdrängt wurden; die Relegation ging jedoch gegen den späteren WM-Dritten Türkei verloren. Nachdem auch Hans Krankl in der WM-Qualifikation 2006 gescheitert war, übernahm wiederum Josef Hickersberger am 1. Jänner 2006 die Nationalmannschaft.
Da Österreich als Gastgeber der Europameisterschaft 2008 qualifiziert war, fanden bis zum Beginn der Endrunden als Ersatz für die fehlenden Qualifikationsspiele mehrere Freundschaftsspiele sowie zwei Vier-Nationen-Turniere gemeinsam mit Co-Austrager Schweiz statt. Im direkten Duell konnte Österreich in Innsbruck 2:1 gewinnen und unterlag in Zürich mit 1:3. In der Europameisterschaft traf Österreich in Gruppe B jeweils im Ernst-Happel-Stadion auf Kroatien, Polen und Deutschland. Österreich schied als Gruppendritter nach einer Startniederlage gegen Kroatien (0:1), einem Unentschieden gegen Polen (1:1) sowie einer weiteren Niederlage (0:1) in einer in der Öffentlichkeit zur Revanche für Córdoba hochstilisierten abschließenden Partie gegen Deutschland, das seinerseits bei einer Niederlage ausgeschieden wäre, in der Vorrunde aus. Teamchef Josef Hickersberger gab daraufhin am 23. Juni seinen Rücktritt bekannt.
Am 25. Juli 2008 wurde der Tscheche Karel Brückner, zuvor tschechischer Nationaltrainer, von Friedrich Stickler als neuer Teamchef präsentiert. Die ersten beiden Spiele unter Brückner verliefen für Österreich mit einem freundschaftlichen 2:2 gegen Italien sowie einem 3:1-Sieg gegen Frankreich zum Auftakt der WM-Qualifikation 2010 erfolgreich. In den nächsten Gruppenspielen folgten allerdings Rückschläge. Das Team musste sich auswärts Litauen geschlagen geben und erreichte auf den Färöern nur ein Unentschieden, wobei die angepeilte Revanche für die Niederlage 1990 nicht gelang.
Am 2. März 2009 wurde Brückner vom neuen ÖFB-Präsidenten Leopold Windtner in gemeinsamen Einverständnis vom Teamchefposten entbunden. Als dessen Nachfolger wurde Dietmar Constantini, zuvor bereits zweimal Interimstrainer, bestellt. Trotz teils guten Leistungen mit Siegen gegen Rumänien, Färöer und Litauen verpasste die Nationalmannschaft die WM-Qualifikation deutlich und belegte hinter Serbien und Frankreich den dritten Gruppenrang. Im abschließenden Qualifikationsspiel gegen Frankreich debütierte der erst 17-jährige David Alaba als bisher jüngster Spieler der österreichischen Nationalmannschaft. Hintergrund für den frühen Einsatz war der Umstand, dass er theoretisch auch für den philippinischen oder nigerianischen Verband hätte auflaufen können. Alaba sollte in den kommenden Jahren eine wichtige Stütze im österreichischen Team werden.
Constantini führte Österreich auch in die Qualifikation zur EM 2012, in der es zusammen mit Deutschland, der Türkei, Belgien, Kasachstan und Aserbaidschan in eine Gruppe gelost wurde. Die Qualifikation wurde klar verpasst. Teamchef Constantini war bereits am 13. September 2011 vorzeitig zurückgetreten; Interimstrainer Willibald Ruttensteiner betreute die Mannschaft bei den letzten beiden Spielen der Qualifikation, die sie als Gruppenvierter beendete.

### 2011–2017: Die Ära von Marcel Koller

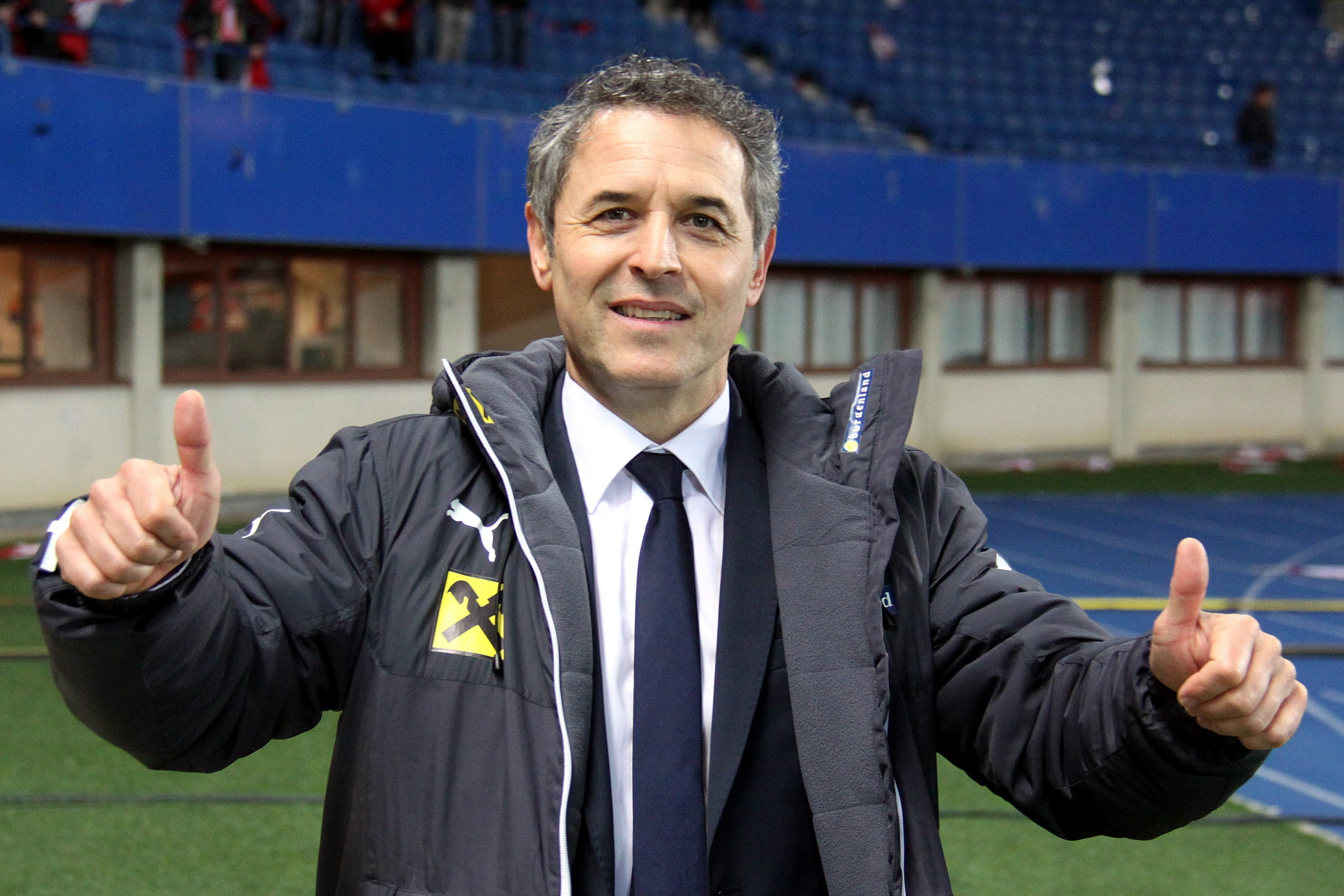
Teamchef Marcel Koller führte Österreich zur Europameisterschaft 2016

Ab dem 1. November 2011 war Marcel Koller als erster Schweizer Trainer der österreichischen Nationalmannschaft. Er sollte Österreich zur WM 2014 in Brasilien führen, was ein schwieriges Unterfangen zu sein schien, spielte Kollers Mannschaft doch in ihrer Qualifikationsgruppe mit Schweden, Irland und abermals Deutschland gegen drei Teilnehmer der EM 2012, sowie wiederum gegen Kasachstan und die Färöer. Koller setzte dabei auf einen eher kleinen Stamm an Spielern, hauptsächlich bestehend aus Legionären. So kam beim Heimspiel gegen Deutschland kein Spieler, der bei einem österreichischen Verein unter Vertrag steht, zum Einsatz. Die Qualifikation verlief erfolgreicher als die letzten beiden. Die heimstarken Österreicher, die bis auf das Spiel gegen Deutschland alle ihre Heimspiele in Wien gewannen, hatten vor dem vorletzten Spieltag noch alle Chancen auf die Teilnahme an den Barrage-Spielen; diese wurden jedoch durch eine 1:2-Niederlage nach 1:0-Halbzeitführung in Solna von den Schweden zunichtegemacht.
Trotz der gescheiterten Qualifikation verlängerte der ÖFB seinen Vertrag mit Koller um zwei weitere Jahre. Koller lehnte dafür das Angebot des Schweizerischen Fußballverbandes ab, Nationaltrainer zu werden. In der anstehenden Qualifikation zur Europameisterschaft 2016 traf Österreich erneut auf Schweden sowie auf Russland, Montenegro, Liechtenstein und Moldawien. Nachdem sich das Team im ersten Spiel gegen Schweden zuhause noch mit einem 1:1 hatte abfinden müssen, gewann Österreich die nächsten sieben Spiele und sicherte mit einem 4:1-Auswärtssieg in Solna gegen Schweden vorzeitig den Gruppensieg und damit die Qualifikation zur Endrunde in Frankreich. Es ist die erste sportliche Qualifikation zu einer EM-Endrunde. Nachdem auch die beiden letzten Spiele in der Qualifikation gewonnen worden waren, beendete Österreich die Qualifikationsgruppe mit neun Siegen und einem Unentschieden acht Punkte vor dem Tabellenzweiten Russland.
In der FIFA-Weltrangliste der Fußballnationalmannschaften belegte Österreich zum 5. November 2015 den 10. Platz. Dies bedeutete die höchste Platzierung der ÖFB-Auswahl seit Einführung der Liste.
In der Gruppenphase der Europameisterschaftsendrunde traf Österreich, das mit allen Stammkräften der Qualifikation antrat, auf Ungarn, Portugal und Island. Die Mannschaft konnte dabei nicht an die Leistungen der Qualifikation anschließen und schied nach Niederlagen gegen die Außenseiter Ungarn und Island sowie einem torlosen Unentschieden gegen den späteren Turniersieger Portugal als Gruppenletzter aus, während die anderen drei Mannschaften das Achtelfinale bestreiten konnten.
Nachdem die Mannschaft die Gruppe D der Qualifikation für die Weltmeisterschaft 2018 auf Rang vier abgeschlossen hatte und sich somit nicht hatte qualifizieren können, trennte sich der Verband von Koller.

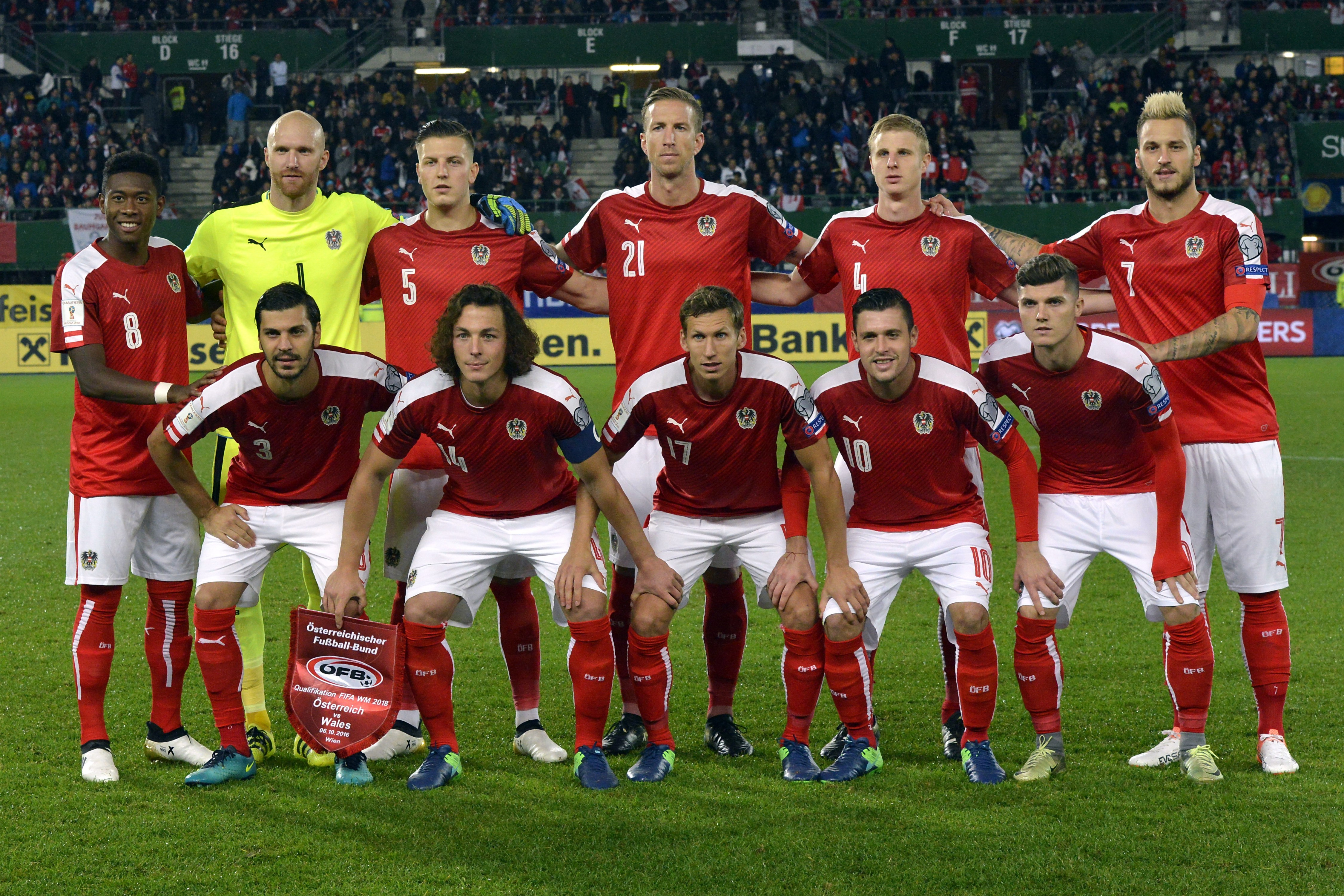
Startaufstellung gegen Wales in der Qualifikation für die WM 2018

### 2017–2022: EM-Achtelfinale und verpasste Winter-WM
Kollers Nachfolger wurde der Deutsche Franco Foda, der die Nationalmannschaft ab den Länderspielen im November 2017 übernahm und bis zum Jahresende weiter Cheftrainer des SK Sturm Graz blieb. Am 2. Juni 2018 folgte erstmals seit 1986 ein Sieg gegen Deutschland, als in einem Testspiel in Klagenfurt der amtierende Weltmeister durch Tore der in der deutschen Bundesliga aktiven Martin Hinteregger (FC Augsburg) und Alessandro Schöpf (FC Schalke 04) mit 2:1 geschlagen werden konnte. Unter Foda qualifizierte sich Österreich für die Europameisterschaft 2021, die aufgrund der COVID-19-Pandemie nicht wie geplant 2020 stattfinden konnte. Das EM-Team beendete die Gruppenphase hinter den Niederlanden und vor der Ukraine sowie Nordmazedonien auf dem 2. Platz, womit es sich erstmals für die Finalrunde einer EM qualifizierte. Dort scheiterte es im Achtelfinale in der Verlängerung am späteren Europameister Italien.
Im weiteren Verlauf des Jahres 2021 beendete Österreich die Qualifikation zur Weltmeisterschaft 2022 in Katar auf dem 4. Platz. Da das ÖFB-Team in der UEFA Nations League 2020/21 seine Gruppe gewann, qualifizierte sie sich dennoch für die Play-off-Spiele. In diesen verlor Österreich im März 2022 gegen Wales und verpasste daher die WM-Qualifikation. Foda kündigte daraufhin seinen Rücktritt an. Sein letztes Länderspiel war das darauffolgende Testspiel am 29. März 2022.

### Seit 2022: Neuanfang unter Rangnick
Nach dem Rücktritt von Foda wurde am 29. April 2022 Ralf Rangnick als neuer Trainer des Nationalteams vorgestellt. Er unterzeichnete einen Vertrag mit Gültigkeit bis zur Europameisterschaft 2024, welcher sich bei erfolgreicher Qualifikation bis zur WM 2026 verlängern würde. In der UEFA Nations League 2022/23 stieg man trotz eines Sieges über Vizeweltmeister Kroatien und eines Unentschiedens gegen Weltmeister Frankreich als Gruppenletzter in die B-Division ab. In der Qualifikation für die EM 2024 traf Österreich auf Belgien, Schweden, Aserbaidschan und Estland. Nach einem 1:0-Auswärtserfolg in Aserbaidschan qualifizierte sich Österreich am 16. Oktober 2023 als Tabellenzweiter hinter Belgien zum dritten Mal in Folge für eine Europameisterschaft. Bei der Endrunde traf Österreich in Gruppe D auf Frankreich, die Niederlande und Polen. Österreich beendete die Vorrunde als Gruppensieger und qualifizierte sich für das Achtelfinale gegen die Türkei. Dieses Spiel verlor die ÖFB-Auswahl mit 1:2.
Im Herbst 2024 absolvierte die Mannschaft von Trainer Rangnick noch sechs Partien in der UEFA Nations League. Dabei gewann sie drei Spiele, unterlag Norwegen auswärts knapp mit 1:2 und musste sich zweimal mit einem 1:1 gegen Slowenien zufriedengeben. Am Ende verpasste Österreich den Gruppensieg und den damit verbundenen Direktaufstieg in die höchste Liga des Bewerbs um zwei Punkte. Im März 2025 kämpften die Österreicher in der Relegation gegen Serbien um den Aufstieg in Liga A. Im Rahmen dessen spielte Kapitän David Alaba nach einer über einjährigen Pause in Folge eines Kreuzbandrisses erstmals wieder für die Nationalmannschaft. Nach 1:1 im Hinspiel in Wien ging das Rückspiel in Serbien mit 0:2 verloren. Damit spielt das österreichische Team auch im Herbst 2026 wieder in Liga B.
Im Juni 2025 startete Österreich mit zwei Siegen (2:1 über Rumänien, 4:0 in San Marino) erfolgreich in die Qualifikation zur Fussball WM 2026.

## Spielkleidung
| klassische Spielkleidung der österreichischen Mannschaft |

Traditionell spielte die österreichische Fußballnationalmannschaft seit 1902 in weißen Leibchen, schwarzen Hosen und schwarzen Stutzen. Die Farben Weiß-Schwarz wurden dann 1908 vom (1904 gegründeten) ÖFB zu den offiziellen Trikotfarben erklärt.

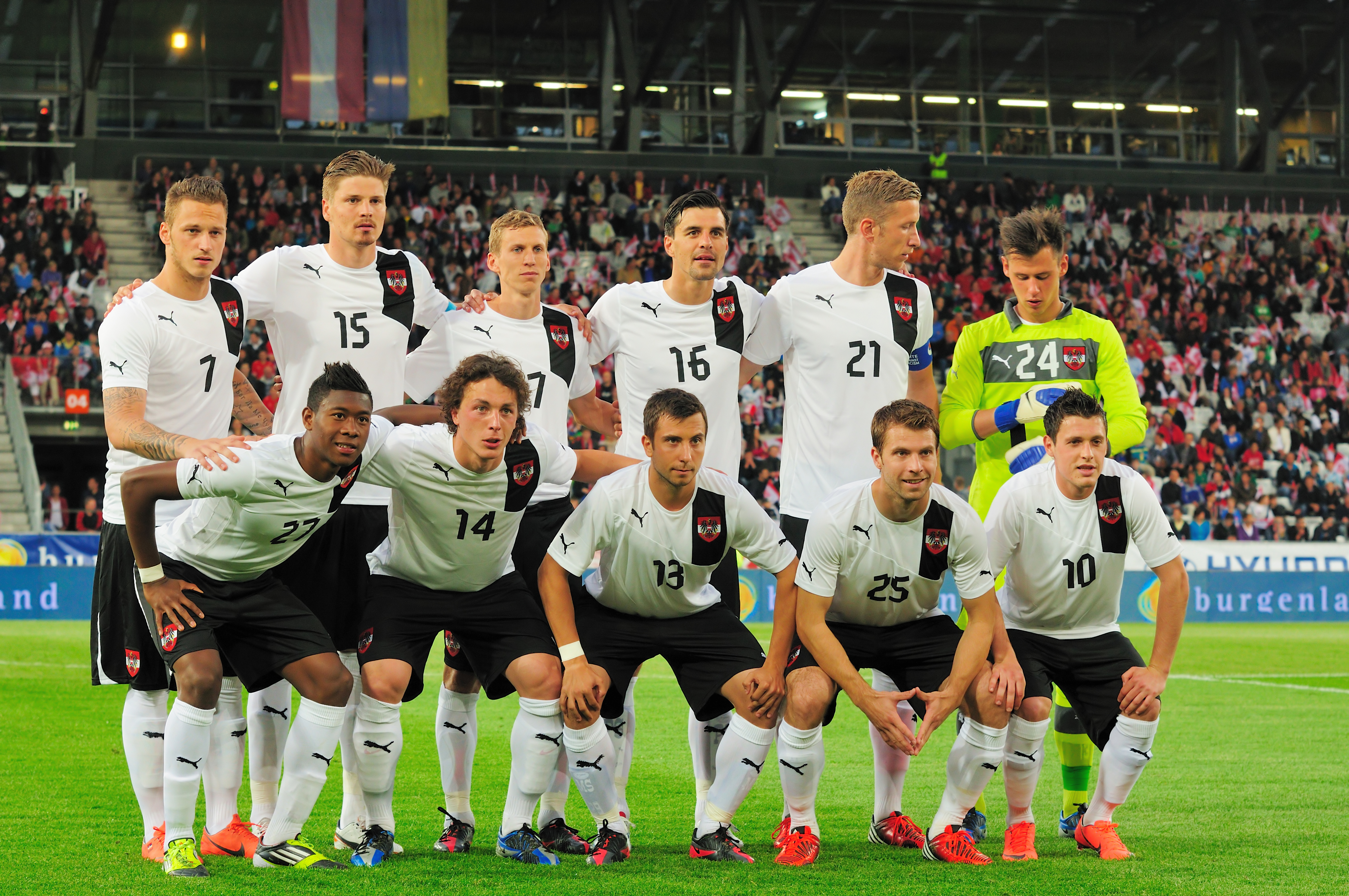
Die weiß-schwarzen Auswärtsfarben der ÖFB-Elf

Schwarz und Weiß sind die Farben des während der Kreuzzüge im 12. Jahrhundert gegründeten Deutschen Ordens, dessen Hauptsitz ab 1805 Wien ist. Während der Koalitionskriege gegen Napoleon (1807–1815) wurden die schwarz-weißen Farben des Deutschen Ordens und Preußens von der Turnbewegung für ihre Turnbekleidung übernommen, in späterer Folge von der deutschen und der österreichischen Fußballnationalmannschaft.
Auch die rot-weiß-roten Farben der modernen Heimdressen, die Farben der Habsburger, sollen ihren Ursprung in den Kreuzzügen haben.
Beim legendären Sieg über die Deutschen in Córdoba 1978 liefen die Österreicher in den damaligen Ersatzdressen mit roten Leibchen und Stutzen sowie weißen Hosen auf. 2002 intervenierte der damalige Teamchef Hans Krankl (zweifacher Torschütze von Córdoba) erfolgreich, seitdem tritt die österreichische Nationalmannschaft in den rot-weiß-roten Farben an, in Anlehnung an die österreichische Flagge. Diese Entscheidung war durchaus nicht unumstritten. 2006 wurde die zuvor zum Auswärtsdress umfunktionierte weiß-schwarze Kombination weiter zurückgedrängt und bis 2010 hinter einer schwarz-roten als Drittdress nur noch sporadisch eingesetzt.

Das rot-weiß-rote Heimdress für die Heim-EM 2008

Im Mai 2010 kehrte Österreich wieder zu seinen Traditionsfarben zurück und trat bei Auswärtsspielen wieder in den klassischen weißen Ausweichdressen und schwarzen Hosen, allerdings mit weißen Stutzen (vergleichbar der klassischen Spielkleidung der deutschen Fußballnationalmannschaft) an. Bei Heimspielen setzte man wie bisher auf die rot-weiß-rote Garnitur. Teamausrüster des ÖFB ist seit 1976 die Firma Puma, die Wahl des Schuhwerks ist den Spielern freigestellt.
Im November 2019 wurde ein in den Farben Schwarz, Türkis (offiziell Mintgrün) und Gold gehaltenes neues Auswärtsdress präsentiert, wobei die grafische Gestaltung laut Aussagen des ÖFB an den Wiener Jugendstil erinnern soll. Erstmals getragen wurde es am 16. November 2019 im Spiel gegen Nordmazedonien. Seitdem wurden bei den Auswärtstrikots öfters türkise bzw. mintgrüne Farbtöne verwendet, eine Farbwahl, die seitens der Fans auch auf Kritik stoßt.

## Turnierteilnahmen
Die österreichische Nationalmannschaft konnte bisher bei Weltmeisterschaften noch keinen Titel gewinnen, verzeichnete aber mit dem dritten Platz bei der WM 1954 und dem vierten Rang bei der WM 1934 schöne Erfolge. Im Europapokal war das Team 1932 vor Italien siegreich, gab sich selbigen 1930 und 1935 nur knapp geschlagen. Bei Europameisterschaften der UEFA gab es mit einem Viertelfinale 1960 das beste Ergebnis, für eine Endrunde konnte sich Österreich 2008 als einer der Gastgeber automatisch und 2016, 2020 sowie 2024 sportlich qualifizieren.

### Teilnahme an Weltmeisterschaften
| Jahr | Gastgeber          | Ergebnis                   | S | U | N | Tore  | Artikel |
| ---- | ------------------ | -------------------------- | - | - | - | ----- | ------- |
| 1934 | Italien            | Platz 4                    | 2 | 0 | 2 | 7:7   | Artikel |
| 1938 | Frankreich         | Achtelfinale               | 0 | 1 | 1 | 3:5   | Artikel |
| 1954 | Schweiz            | Platz 3                    | 4 | 0 | 1 | 17:12 | Artikel |
| 1958 | Schweden           | Vorrunde                   | 0 | 1 | 2 | 2:7   | Artikel |
| 1966 | England            | nicht qualifiziert         | – | – | – | –     | –       |
| 1970 | Mexiko             | nicht qualifiziert         | – | – | – | –     | –       |
| 1974 | Deutschland        | nicht qualifiziert         | – | – | – | –     | –       |
| 1978 | Argentinien        | Finalrunde – Platz 7       | 3 | 0 | 3 | 7:10  | Artikel |
| 1982 | Spanien            | Finalrunde – Platz 8       | 2 | 1 | 2 | 5:4   | Artikel |
| 1986 | Mexiko             | nicht qualifiziert         | – | – | – | –     | –       |
| 1990 | Italien            | Vorrunde                   | 1 | 0 | 2 | 2:3   | Artikel |
| 1994 | USA                | nicht qualifiziert         | – | – | – | –     | –       |
| 1998 | Frankreich         | Vorrunde                   | 0 | 2 | 1 | 3:4   | Artikel |
| 2002 | Japan und Südkorea | nicht qualifiziert         | – | – | – | –     | –       |
| 2006 | Deutschland        | nicht qualifiziert         | – | – | – | –     | –       |
| 2010 | Südafrika          | nicht qualifiziert         | – | – | – | –     | –       |
| 2014 | Brasilien          | nicht qualifiziert         | – | – | – | –     | –       |
| 2018 | Russland           | nicht qualifiziert         | – | – | – | –     | –       |
| 2022 | Katar              | nicht qualifiziert         | – | – | – | –     | –       |
| 2026 | Kanada/Mexiko/USA  | Qualifikation ab 17.3.2025 | – | – | – | –     | –       |

1. ↑  Österreich trat gemeinsam mit Deutschland als großdeutsche Nationalmannschaft auf, die FIFA hielt trotzdem Österreich einen Turnierplatz frei, da sie die Auflösung des ÖFB nicht anerkannte.

### Teilnahme an Europapokalen
| Jahr      | Ergebnis | S | U | N | Tore  | Artikel |
| --------- | -------- | - | - | - | ----- | ------- |
| 1927–1930 | Platz 2  | 5 | 0 | 3 | 17:10 | –       |
| 1931–1932 | Sieger   | 4 | 3 | 1 | 19:9  | –       |
| 1933–1935 | Platz 2  | 3 | 3 | 2 | 17:15 | –       |
| 1936–1938 | [ B 1 ]  | 2 | 1 | 3 | 13:14 | –       |
| 1948–1953 | Platz 3  | 4 | 1 | 3 | 15:19 | –       |
| 1955–1960 | Platz 3  | 4 | 3 | 3 | 21:21 | –       |

1. ↑  Der Bewerb wurde wegen des Anschlusses Österreichs an das Deutsche Reich abgebrochen.

### Teilnahme an Europameisterschaften

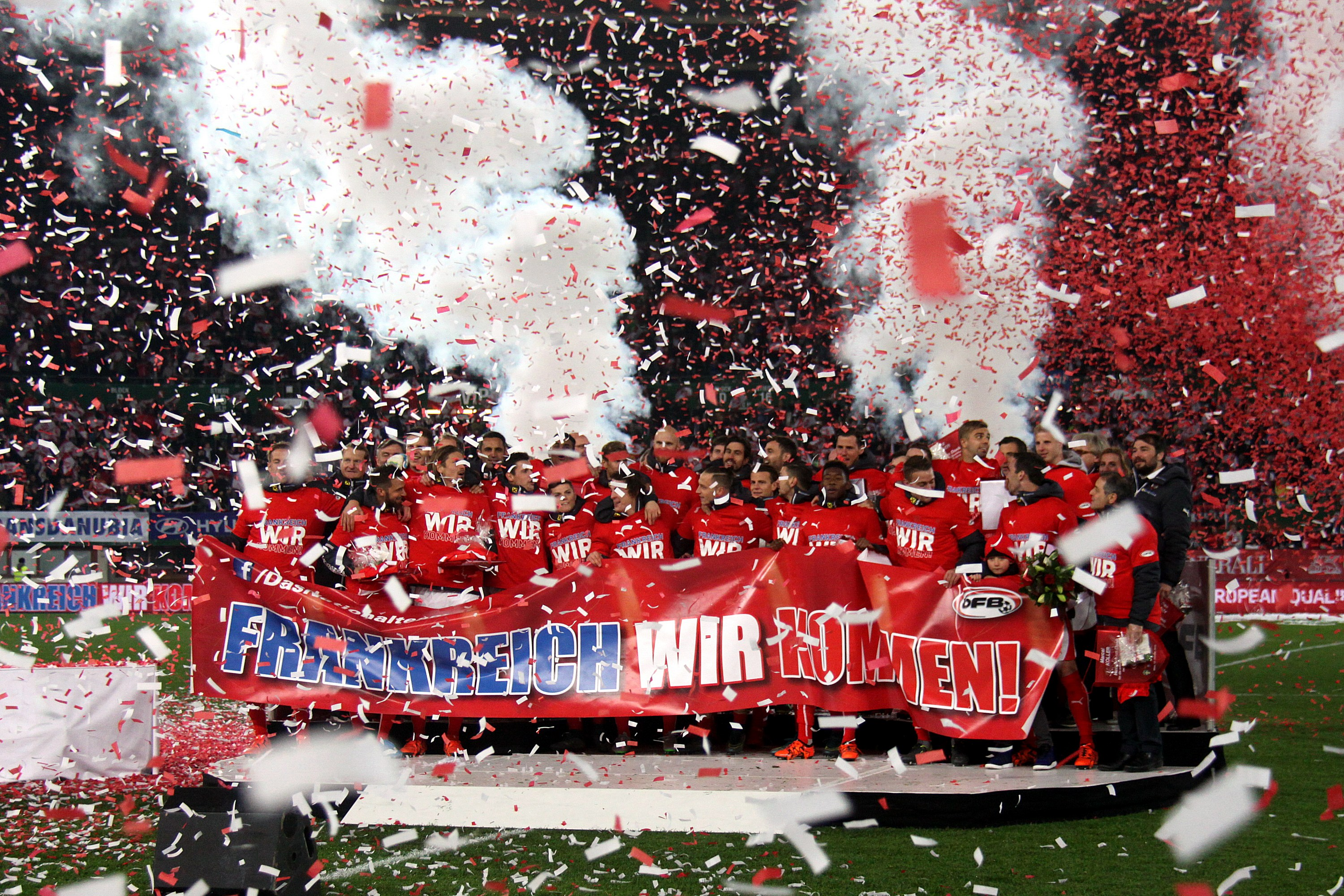
Nachdem Österreich 2008 gemeinsam mit der Schweiz Veranstalter der Europameisterschaft war und automatisch qualifiziert war, schaffte das Team um Marcel Koller erstmals aus eigener Kraft die Qualifikation für die Europameisterschaft 2016.

| Jahr | Gastgeber               | Ergebnis           | S | U | N | Tore  |
| ---- | ----------------------- | ------------------ | - | - | - | ----- |
| 1960 | Frankreich              | Viertelfinale      | 2 | 0 | 2 | 10:11 |
| 1964 | Spanien                 | Achtelfinale       | 0 | 1 | 1 | 2:3   |
| 1968 | Italien                 | nicht qualifiziert | – | – | – | –     |
| 1972 | Belgien                 | nicht qualifiziert | – | – | – | –     |
| 1976 | Jugoslawien             | nicht qualifiziert | – | – | – | –     |
| 1980 | Italien                 | nicht qualifiziert | – | – | – | –     |
| 1984 | Frankreich              | nicht qualifiziert | – | – | – | –     |
| 1988 | Deutschland             | nicht qualifiziert | – | – | – | –     |
| 1992 | Schweden                | nicht qualifiziert | – | – | – | –     |
| 1996 | England                 | nicht qualifiziert | – | – | – | –     |
| 2000 | Belgien und Niederlande | nicht qualifiziert | – | – | – | –     |
| 2004 | Portugal                | nicht qualifiziert | – | – | – | –     |
| 2008 | Österreich und Schweiz  | Vorrunde           | 0 | 1 | 2 | 1:3   |
| 2012 | Polen und Ukraine       | nicht qualifiziert | – | – | – | –     |
| 2016 | Frankreich              | Vorrunde           | 0 | 1 | 2 | 1:4   |
| 2021 | Europa                  | Achtelfinale       | 2 | 0 | 2 | 5:5   |
| 2024 | Deutschland             | Achtelfinale       | 2 | 0 | 2 | 7:6   |

1. 1 2  Die Endrunde begann erst mit dem Halbfinale.

### Teilnahme an Olympischen Spielen
| Jahr | Ort       | Ergebnis                 | S | U | N | Tore | Artikel |
| ---- | --------- | ------------------------ | - | - | - | ---- | ------- |
| 1912 | Stockholm | Trostrunde               | 3 | 0 | 2 | 12:8 | Artikel |
| 1936 | Berlin    | Platz 2 (Silbermedaille) | 2 | 0 | 2 | 9:8  | Artikel |
| 1948 | London    | Achtelfinale             | 0 | 0 | 1 | 0:3  | Artikel |
| 1952 | Helsinki  | Viertelfinale            | 1 | 0 | 1 | 5:6  | Artikel |

## Spieler
Eine Liste aller Nationalspieler sowie eine Aufzählung von Österreichern in anderen Nationalmannschaften findet sich hier.

### Ehrungen
Anlässlich der Jahrhundertwende wurde im Jahre 1999 von der Kronen Zeitung eine Wahl zur Nationalelf des (20.) Jahrhunderts aufgerufen. Im selbigen Verfahren wird alljährlich auch Österreichs Fußballer des Jahres ermittelt. Die Siegermannschaft präsentiert sich wie folgt:
| Walter Zeman                                                       |
| Robert Sara – Ernst Happel – Bruno Pezzey                          |
| Gerhard Hanappi – Herbert Prohaska – Ernst Ocwirk – Andreas Herzog |
| Hans Krankl – Matthias Sindelar – Toni Polster                     |

- Walter Zeman: Der sprunggewaltige Welttorhüter 1953 verdiente sich in seiner Karriere unter anderem die Spitznamen Tiger von Glasgow und Panther von Budapest. Der Rapidler spielte in den 1950ern für Österreich und war WM-Teilnehmer 1954. Er konnte sich vor Rudi Hiden, dem Tormann des Wunderteams, durchsetzen, der von den internationalen Experten des IFFHS allerdings besser eingeschätzt wurde.
- Robert Sara: Der Abwehrspieler der Austria war Kapitän der Córdoba-Mannschaft, bereitete unter anderem Krankls berühmtes Tor zum 3:2 mit einem 40-Meter-Pass vor und wurde auch ins All-Star-Team der Weltmeisterschaft gewählt.
- Ernst Happel: Der Rapidler Ernst Happel bestellte die Verteidigung bei Österreichs 54er-Team, machte sich international allerdings vor allem als Trainer einen Namen. Er gewann mit Feyenoord Rotterdam und dem Hamburger SV den Europapokal der Landesmeister, wurde mit den Niederlanden Vizeweltmeister 1978.
- Bruno Pezzey: Der Vorarlberger spielte gemeinsam mit Robert Sara in der Abwehr der Córdoba-Mannschaft und nahm auch an der WM 1982 teil. Er ist vor allem durch seinen tragischen frühen Tod im Gedächtnis.
- Gerhard Hanappi: Der Wacker-Star und spätere Rapidler Gerhard Hanappi war mit 93 Teameinsätzen lange Zeit österreichischer Rekordnationalspieler, mit dem Team erreichte er unter anderem den dritten Platz 1954 in der Schweiz.
- Herbert Prohaska: Der Austrianer ist ein weiterer Spieler des Córdoba-Teams und WM-Teilnehmer 1982. Herbert Prohaska führte zudem auch das Team als Trainer zur WM 1998 in Frankreich.
- Ernst Ocwirk: Der Austria-Star der 1950er Jahre war Mittelläufer und Ideengeber der 54er-Mannschaft. Er selbst war gleich zweimal Kapitän der Weltauswahl.
- Andreas Herzog: Der Rekordinternationale von Rapid nahm 1990 und 1998 für Österreich an zwei Weltmeisterschaften teil, trug durch seine entscheidenden Tore gegen Schweden insbesondere zur Qualifikation für Frankreich 1998 bei.
- Hans Krankl: Hans Krankl war aus österreichischer Sicht der Star bei der WM 1978 in Argentinien, wurde im selben Jahr zudem als bester Torschütze Europas ausgezeichnet. Der Rapidler hatte als Nationaltrainer Anfang der 2000er allerdings weniger Erfolg.
- Matthias Sindelar: Der „Papierene“ gilt bis heute als der wohl größte Spieler der österreichischen Fußballgeschichte. Er war der Mittelstürmer des Wunderteams und verhalf der Wiener Austria zu zwei Mitropacupsiegen.
- Toni Polster: Der Stürmer der Austria ist mit 44 Toren österreichischer Rekordtorschütze und zweifacher WM-Teilnehmer 1990 und 1998. 1987 wurde er als bester Torschütze Europas ausgezeichnet.

### Rekordspieler und -torschützen
In Österreich sind und waren die Titel des Rekordspielers sowie des Rekordschützen von jeher sehr begehrt, wobei man bedenken muss, dass heutzutage weitaus mehr Länderspiele alljährlich stattfinden als in den Anfangsjahren des Fußballs. Beide Rekorde hielt lange Zeit Jan Studnicka, der bis 1918 in 28 Spielen 18 Tore erzielte. Als Erster die 40er-Marke erreichte Josef Brandstätter mit 42 Partien 1924, Josef Blum verbesserte 1932 auf 51 Spiele. Seit 1962 galt Gerhard Hanappis Rekord von 93 Spielen für Österreich lange Zeit als unerreichbar, erst 1998 überholte ihn Toni Polster (95 Spiele). Als erster österreichischer Fußballer erreichte Andreas Herzog 2002 die 100er-Marke und fixierte 2003 einen neuen Rekord mit 103 Länderspielen. Seit September 2022 ist Marko Arnautović mit 104 Einsätzen neuer Rekordhalter.
Eine neue Torebestmarke setzte nach Studnicka 1934 Hans Horvath mit 29 Treffern, die ebenfalls bis zu Hans Krankls Bestleistung in den 80er Jahren hielt, danach allerdings noch einmal von Toni Polster überboten wurde. Eine bekannte Anekdote in Österreich erzählt hierzu, wie Hans Krankl bei einem Länderspiel auf der Tribüne zu seinem Sohn gesagt haben soll, als er im Programmheft die Rekordliste der ÖFB-Torjäger fand, die er mit 34 Toren überlegen anführte: „Schau her, Bua! Horvath – tot, Hof – spüüt nimma, Schall – tot, Sindelar – tot, Zischek – tot, Schachner – trifft nix mehr, Polster – trifft nix mehr. Wer soll mi do überholen?“
Ivica Vastić ist der einzige österreichische Fußball-Teamspieler, der bei einer Weltmeisterschaft (WM 1998) und einer Europameisterschaft (EM 2008) eingesetzt wurde. Weiters ist er auch der einzige österreichische Fußball-Teamspieler, der ein Tor bei einer Weltmeisterschaft (WM 1998) und einer Europameisterschaft (EM 2008) erzielt hat.
In einem Testspiel am 23. März 2024 stellte Christoph Baumgartner einen neuen Weltrekord für das schnellste je in einem Länderspiel geschossene Tor auf. Nach 6,3 Sekunden erzielte er das 1:0 gegen die Slowakei.

### Rekordspieler

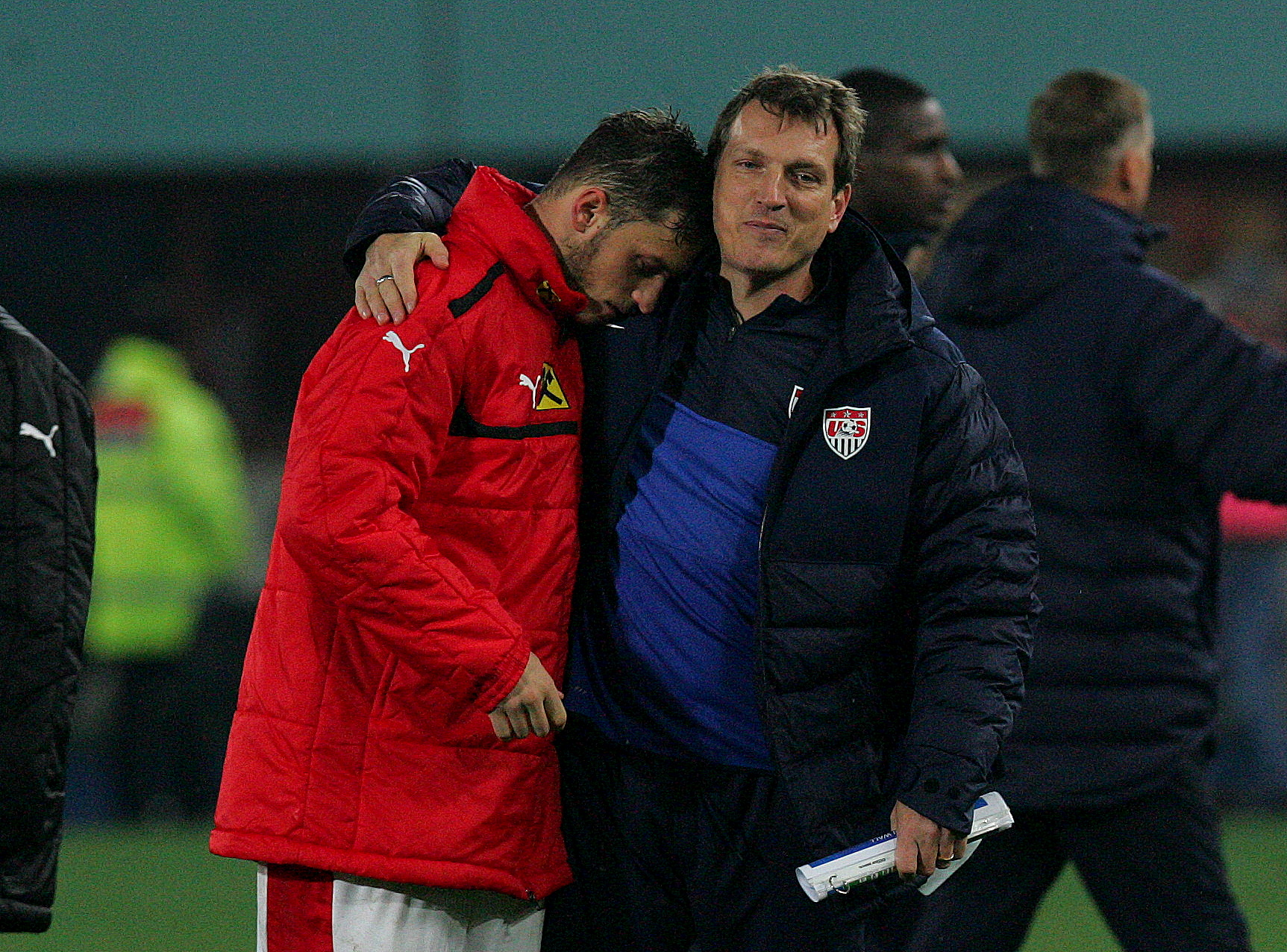
Im September 2022 überholte Arnautović (links) mit seinem 104. Länderspiel Andreas Herzog (rechts) als alleinigen Rekordspieler.

Stand: 10. Juni 2025
| Rang | Name                                         | Einsätze | Tore | Zeitraum  | WM-Spiele | EM-Spiele |
| ---- | -------------------------------------------- | -------- | ---- | --------- | --------- | --------- |
| 01.  | Marko Arnautović (aktiv, Inter Mailand)      | 1250     | 410  | 2008–     | 0         | 10        |
| 02.  | David Alaba (aktiv, Real Madrid)             | 1070     | 150  | 2009–     | 0         | 7         |
| 03.  | Andreas Herzog                               | 1030     | 260  | 1988–2003 | 6         | 0         |
| 04.  | Aleksandar Dragović (aktiv, FK Austria Wien) | 1000     | 2    | 2009–2022 | 0         | 6         |
| 05.  | Toni Polster *                               | 95       | 440  | 1982–2000 | 6         | 0         |
| 06.  | Gerhard Hanappi (†)                          | 93       | 120  | 1948–1962 | 8         | 0         |
| 07.  | Marcel Sabitzer (aktiv, Borussia Dortmund)   | 89       | 210  | 2012–     | 0         | 110       |
| 08.  | Karl Koller (†)                              | 86       | 5    | 1952–1965 | 8         | 0         |
| 09.  | Friedl Koncilia                              | 84       | 0    | 1970–1985 | 110       | 0         |
| 09.  | Bruno Pezzey (†)                             | 84       | 9    | 1975–1990 | 110       | 0         |
| 09.  | Julian Baumgartlinger                        | 84       | 1    | 2009–2021 | 0         | 4         |
| 12.  | Herbert Prohaska                             | 83       | 100  | 1974–1989 | 110       | 0         |
| .    | Erich Obermayer                              | 50       | 1    | 1975–1985 | 110       | 0         |

### Rekordtorschützen
Stand: 10. Juni 2025
| Rang | Name                                      | Tore | Einsätze | Quote | Zeitraum  | WM-Tore | EM-Tore |
| ---- | ----------------------------------------- | ---- | -------- | ----- | --------- | ------- | ------- |
| 01.  | Toni Polster *                            | 44   | 95       | 0,46  | 1982–2000 | 1       | 0       |
| 02.  | Marko Arnautović (aktiv, Inter Mailand)   | 41   | 1250     | 0,33  | 2008–     | 0       | 2       |
| 03.  | Hans Krankl                               | 34   | 69       | 0,49  | 1973–1985 | 5       | 0       |
| 04.  | Hans Horvath (†)                          | 29   | 46       | 0,63  | 1924–1934 | 2       | 0       |
| 05.  | Erich Hof (†)                             | 28   | 37       | 0,76  | 1957–1969 | 0       | 0       |
| 05.  | Marc Janko                                | 28   | 70       | 0,40  | 2006–2019 | 0       | 0       |
| 07.  | Anton Schall (†)                          | 27   | 28       | 0,96  | 1927–1934 | 1       | 0       |
| 08.  | Matthias Sindelar (†)                     | 26   | 43       | 0,60  | 1926–1937 | 1       | 0       |
| 08.  | Andreas Herzog                            | 26   | 1030     | 0,25  | 1988–2003 | 1       | 0       |
| 10.  | Karl Zischek (†)                          | 24   | 40       | 0,60  | 1931–1945 | 1       | 0       |
| 11.  | Walter Schachner                          | 23   | 64       | 0,36  | 1976–1994 | 3       | 0       |
| 12.  | Theodor Wagner (†)                        | 22   | 46       | 0,48  | 1946–1957 | 3       | 0       |
| 13.  | Michael Gregoritsch (aktiv, SC Freiburg)  | 21   | 66       | 0,32  | 2016–     | 0       | 2       |
| 13.  | Marcel Sabitzer                           | 21   | 89       | 0,24  | 2012–     | 0       | 1       |
| 15.  | Karl Decker (†)                           | 19   | 25       | 0,76  | 1945–1952 | 0       | 0       |
| 15.  | Christoph Baumgartner (aktiv, RB Leipzig) | 19   | 51       | 0,37  | 2020–     | 0       | 2       |
| 17.  | Erich Probst (†)                          | 18   | 19       | 0,95  | 1951–1960 | 6       | 0       |
| 17.  | Ferdinand Swatosch (†)                    | 18   | 23       | 0,78  | 1914–1925 | 0       | 0       |
| 17.  | Johann Studnicka (†)                      | 18   | 28       | 0,64  | 1902–1918 | 0       | 0       |

### Weitere Nationalspieler mit 50 oder mehr Länderspielen
Stand: 10. Juni 2025
- 78 Spiele: Christian Fuchs
- 73 Spiele: Sebastian Prödl
- 70 Spiele: Marc Janko
- 69 Spiele: Andreas Ivanschitz, Hans Krankl
- 68 Spiele: Martin Harnik, Heribert Weber
- 67 Spiele: Martin Hinteregger (aktiv, SK Austria Klagenfurt)
- 66 Spiele: Michael Gregoritsch (aktiv, SC Freiburg), Peter Stöger
- 64 Spiele: Walter Schachner
- 63 Spiele: Andreas Ogris, Anton Pfeffer, Peter Schöttel
- 62 Spiele: Ernst Ocwirk (†)
- 61 Spiele: Stefan Ilsanker, Emanuel Pogatetz
- 59 Spiele: Kurt Jara, Franz Wohlfahrt
- 58 Spiele: René Aufhauser
- 56 Spiele: Wilhelm Kreuz, Markus Schopp, Martin Stranzl
- 55 Spiele: Peter Artner, Zlatko Junuzović, Dietmar Kühbauer, Robert Sara
- 53 Spiele: Florian Grillitsch (aktiv, TSG 1899 Hoffenheim),
- 51 Spiele: Christoph Baumgartner (aktiv, RB Leipzig), Josef Blum (†), Ernst Happel (†), Roland Hattenberger
- 50 Spiele: Martin Hiden, Erich Obermayer, Ivica Vastić

### Aktueller Kader
Teamchef Ralf Rangnick berief die folgenden Spieler in den Kader für die WM-Qualifikationsspiele gegen Rumänien am 7. und San Marino am 10. Juni 2025:
| Name                  | Geburtsdatum  | Verein                | Spiele   | Tore     | Debüt         | Letzter Einsatz |          |
| Torhüter              | Torhüter      | Torhüter              | Torhüter | Torhüter | Torhüter      | Torhüter        | Torhüter |
| --------------------- | ------------- | --------------------- | -------- | -------- | ------------- | --------------- | -------- |
| Tobias Lawal          | 17. Juni 2000 | LASK                  | 01       | 0        | 10. Juni 2025 | 10. Juni 2025   |          |
| Patrick Pentz         | 2. Jan. 1997  | Brøndby IF            | 16       | 0        | 29. März 2022 | 10. Juni 2025   |          |
| Nikolas Polster       | 7. Juli 2002  | Wolfsberger AC        | 0        | 0        |               |                 |          |
| Nicolas Schmid        | 22. Feb. 1997 | FC Portsmouth         | 0        | 0        |               |                 |          |
| Abwehr                |               |                       |          |          |               |                 |          |
| Kevin Danso           | 19. Sep. 1998 | Tottenham Hotspur     | 25       | 0        | 2. Sep. 2017  | 7. Juni 2025    |          |
| Marco Friedl          | 16. März 1998 | Werder Bremen         | 06       | 0        | 7. Okt. 2020  | 10. Juni 2025   |          |
| Philipp Lienhart      | 11. Juli 1996 | SC Freiburg           | 33       | 03       | 9. Okt. 2017  | 10. Juni 2025   |          |
| Phillipp Mwene        | 29. Jan. 1994 | 1. FSV Mainz 05       | 23       | 0        | 4. Sep. 2021  | 7. Juni 2025    |          |
| Stefan Posch          | 14. Mai 1997  | FC Bologna            | 44       | 02       | 10. Juni 2019 | 10. Juni 2025   |          |
| Leopold Querfeld      | 20. Dez. 2003 | 1. FC Union Berlin    | 05       | 0        | 23. März 2024 | 10. Juni 2025   |          |
| Gernot Trauner        | 25. März 1992 | Feyenoord Rotterdam   | 16       | 02       | 16. Okt. 2018 | 24. März 2025   |          |
| Nikolas Veratschnig   | 24. Jan. 2003 | 1. FSV Mainz 05       | 0        | 0        |               |                 |          |
| Maximilian Wöber      | 4. Feb. 1998  | Leeds United          | 31       | 0        | 6. Okt. 2017  | 7. Juni 2025    |          |
| Mittelfeld            |               |                       |          |          |               |                 |          |
| Thierno Ballo         | 2. Jan. 2002  | Wolfsberger AC        | 01       | 0        | 10. Juni 2025 | 10. Juni 2025   |          |
| Christoph Baumgartner | 1. Aug. 1999  | RB Leipzig            | 51       | 19       | 4. Sep. 2020  | 10. Juni 2025   |          |
| Florian Grillitsch    | 7. Aug. 1995  | Real Valladolid       | 53       | 01       | 28. März 2017 | 7. Juni 2025    |          |
| Marco Grüll           | 6. Juli 1998  | Werder Bremen         | 07       | 0        | 12. Okt. 2021 | 10. Juni 2025   |          |
| Konrad Laimer         | 27. Mai 1997  | FC Bayern München     | 49       | 05       | 7. Juni 2019  | 10. Juni 2025   |          |
| Marcel Sabitzer       | 17. März 1994 | Borussia Dortmund     | 89       | 21       | 5. Juni 2012  | 10. Juni 2025   |          |
| Xaver Schlager        | 28. Sep. 1997 | RB Leipzig            | 45       | 04       | 23. März 2018 | 7. Juni 2025    |          |
| Romano Schmid         | 27. Jan. 2000 | Werder Bremen         | 25       | 02       | 22. Sep. 2022 | 10. Juni 2025   |          |
| Nicolas Seiwald       | 4. Mai 2001   | RB Leipzig            | 38       | 0        | 12. Nov. 2021 | 10. Juni 2025   |          |
| Patrick Wimmer        | 30. Mai 2001  | VfL Wolfsburg         | 24       | 01       | 13. Juni 2022 | 7. Juni 2025    |          |
| Sturm                 |               |                       |          |          |               |                 |          |
| Marko Arnautović      | 19. Apr. 1989 | Inter Mailand         | 1250     | 41       | 11. Okt. 2008 | 10. Juni 2025   |          |
| Raul Florucz          | 10. Juni 2001 | NK Olimpija Ljubljana | 01       | 0        | 20. März 2025 | 20. März 2025   |          |
| Michael Gregoritsch   | 18. Apr. 1994 | SC Freiburg           | 66       | 21       | 5. Sep. 2016  | 10. Juni 2025   |          |
| Mathias Honsak        | 20. Dez. 1996 | 1. FC Heidenheim      | 01       | 0        | 10. Juni 2025 | 10. Juni 2025   |          |

### Erweiterter Kader
Die folgenden Spieler wurden seit dem Jahr 2024 eingesetzt, stehen aber nicht im aktuellen Kader:
| Name               | Geburtstag    | Verein                      | Spiele   | Tore     | Debüt         | Letzter Einsatz |
| Torhüter           | Torhüter      | Torhüter                    | Torhüter | Torhüter | Torhüter      | Torhüter        |
| ------------------ | ------------- | --------------------------- | -------- | -------- | ------------- | --------------- |
| Heinz Lindner      | 17. Juli 1990 | Royale Union Saint-Gilloise | 37       | 0        | 1. Juni 2012  | 8. Juni 2024    |
| Alexander Schlager | 1. Feb. 1996  | FC Red Bull Salzburg        | 19       | 0        | 16. Nov. 2019 | 24. März 2025   |
| Abwehr             |               |                             |          |          |               |                 |
| David Alaba        | 24. Juni 1992 | Real Madrid                 | 1070     | 15       | 14. Okt. 2009 | 24. März 2025   |
| Samson Baidoo      | 31. März 2004 | FC Red Bull Salzburg        | 01       | 0        | 13. Okt. 2023 | 13. Okt. 2023   |
| Flavius Daniliuc   | 27. Apr. 2001 | Hellas Verona               | 03       | 0        | 27. März 2023 | 8. Juni 2024    |
| Stefan Lainer      | 27. Aug. 1992 | Borussia Mönchengladbach    | 39       | 02       | 28. März 2017 | 23. März 2024   |
| Alexander Prass    | 26. Mai 2001  | TSG 1899 Hoffenheim         | 13       | 0        | 16. Nov. 2022 | 14. Nov. 2024   |
| Michael Svoboda    | 15. Okt. 1998 | FC Venedig                  | 02       | 0        | 10. Okt. 2024 | 13. Okt. 2024   |
| Mittelfeld         |               |                             |          |          |               |                 |
| Muhammed Cham      | 26. Sep. 2000 | Trabzonspor                 | 05       | 0        | 25. Sep. 2022 | 24. März 2025   |
| Florian Kainz      | 24. Okt. 1992 | 1. FC Köln                  | 28       | 01       | 17. Nov. 2015 | 8. Juni 2024    |
| Matthias Seidl     | 24. Jan. 2001 | SK Rapid Wien               | 08       | 01       | 12. Sep. 2023 | 14. Nov. 2024   |
| Kevin Stöger       | 27. Aug. 1993 | Borussia Mönchengladbach    | 05       | 0        | 6. Sep. 2024  | 24. März 2025   |
| Andreas Weimann    | 5. Aug. 1991  | Blackburn Rovers            | 26       | 02       | 12. Okt. 2012 | 14. Nov. 2024   |
| Sturm              |               |                             |          |          |               |                 |
| Junior Adamu       | 6. Juni 2001  | SC Freiburg                 | 09       | 0        | 12. Nov. 2021 | 14. Nov. 2024   |
| Maximilian Entrup  | 25. Juli 1997 | TSV Hartberg                | 03       | 01       | 21. Nov. 2023 | 4. Juni 2024    |

## Aktueller Trainerstab
Der Teamchef der österreichischen Fußballnationalmannschaft wird vom ÖFB ernannt. Er trainiert und betreut das Team bei Länderspielen, außerdem entscheidet der Teamchef über die Einberufung von Spielern ins Nationalteam. Dies wurde ursprünglich vom 12. Oktober 1902 bis zum 14. Juni 1913 vom Österreichischen Fußballverband beziehungsweise dessen Vorgängern selbst durchgeführt. Der aktuelle Betreuerstab setzt sich wie folgt zusammen:
| Funktion          | Name              | Nation      | Geburtsdatum      |
| ----------------- | ----------------- | ----------- | ----------------- |
| Teamchef          | Ralf Rangnick     | Deutschland | 29. Juni 1958     |
| Co-Trainer        | Peter Perchtold   | Deutschland | 2. September 1984 |
| Co-Trainer        | Lars Kornetka     | Deutschland | 3. Jänner 1978    |
| Co-Trainer        | Onur Cinel        | Deutschland | 17. Juni 1985     |
| Konditionstrainer | Gerhard Zallinger | Osterreich  | 4. Juni 1970      |
| Torwarttrainer    | Michael Gspurning | Osterreich  | 2. Mai 1981       |
| Spielanalyst      | Stefan Oesen      | Osterreich  | 2. Jänner 1985    |

## Länderspiele
Aufgelistet sind die Spiele der letzten zwölf Monate mit den Ergebnissen aus österreichischer Sicht sowie geplante Länderspiele
| Datum      | Spielort (Stadion)                         | Gegner      | Ergebnis  | Torschützen Österreich                                                         | Bewerb                                   |
| ---------- | ------------------------------------------ | ----------- | --------- | ------------------------------------------------------------------------------ | ---------------------------------------- |
| 08.06.2024 | St. Gallen (Kybunpark)                     | Schweiz     | 1:1 (1:1) | Baumgartner (5.)                                                               |                                          |
| 17.06.2024 | Düsseldorf (Merkur Spiel-Arena)            | Frankreich  | 0:1 (0:1) |                                                                                | EM 2024-Vorrunde                         |
| 21.06.2024 | Berlin (Olympiastadion)                    | Polen       | 3:1 (1:1) | Trauner (9.), Baumgartner (66.), Arnautović (78.)                              | EM 2024-Vorrunde                         |
| 25.06.2024 | Berlin (Olympiastadion)                    | Niederlande | 3:2 (1:0) | Schmid (59.), Sabitzer (80.)                                                   | EM 2024-Vorrunde                         |
| 02.07.2024 | Leipzig (Red Bull Arena)                   | Türkei      | 1:2 (0:1) | Gregoritsch (66.)                                                              | EM 2024-Achtelfinale                     |
| 06.09.2024 | Ljubljana (Stadion Stožice)                | Slowenien   | 1:1 (1:1) | Laimer (28.)                                                                   | Nations League 2024/25                   |
| 09.09.2024 | Oslo (Ullevaal-Stadion)                    | Norwegen    | 1:2 (1:1) | Sabitzer (37.)                                                                 | Nations League 2024/25                   |
| 10.10.2024 | Linz (Raiffeisen Arena)                    | Kasachstan  | 4:0 (1:0) | Baumgartner (10.), Lienhart (53.), Sabitzer (56.), Seidl (76.)                 | Nations League 2024/25                   |
| 13.10.2024 | Linz (Raiffeisen Arena)                    | Norwegen    | 5:1 (1:1) | Arnautović (8., 49., Elfmeter), Lienhart (58.), Posch (62.), Gregoritsch (71.) | Nations League 2024/25                   |
| 14.11.2024 | Almaty (Zentralstadion)                    | Kasachstan  | 2:0 (2:0) | Baumgartner (15.), Gregoritsch (25.)                                           | Nations League 2024/25                   |
| 17.11.2024 | Wien (Ernst-Happel-Stadion)                | Slowenien   | 1:1 (1:0) | Schmid (27.)                                                                   | Nations League 2024/25                   |
| 20.03.2025 | Wien (Ernst-Happel-Stadion)                | Serbien     | 1:1 (1:0) | Gregoritsch (37.)                                                              | UEFA Nations League 2024/25 – Relegation |
| 23.03.2025 | Belgrad (Stadion Rajko Mitić)              | Serbien     | 0:2 (0:0) |                                                                                | UEFA Nations League 2024/25 – Relegation |
| 07.06.2025 | Wien (Ernst-Happel-Stadion)                | Rumänien    | 2:1 (1:0) | Gregoritsch (42.), Sabitzer (60.)                                              | WM 2026-Qualifikation                    |
| 10.06.2025 | Serravalle (Stadio Olimpico di Serravalle) | San Marino  | 4:0 (4:0) | Arnautović (3.), Gregoritsch (11.), Arnautović (15.), Baumgartner (27.)        | WM 2026-Qualifikation                    |

## Spielstätten

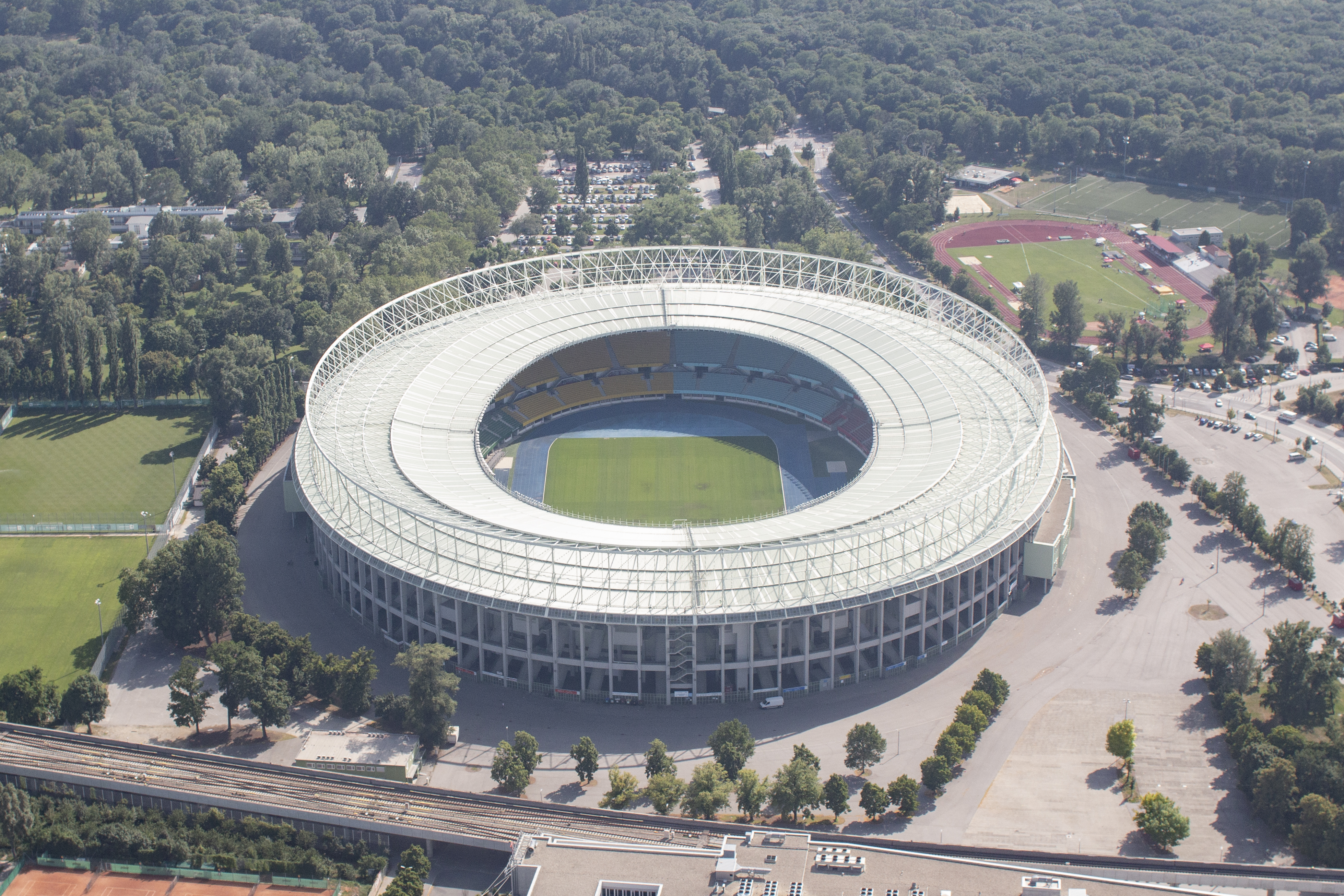
Ernst-Happel-Stadion in Wien

Die große Popularität des Fußballs führte bereits in der Frühzeit der österreichischen Fußballgeschichte zum Bau großer Stadien, die Errichtung eines eigenen Stadions für die Nationalmannschaft blieb jedoch lange Zeit meist im Planungsstadium stecken. Die ersten Länderspiele trug die Nationalmannschaft auf den größten Plätzen der Wiener Vereine aus. In den ersten Jahren handelte es sich hierbei um die Spielstätten des Wiener AC und der Cricketer im Prater, das Debütländerspiel Österreichs fand 1902 bei erstgenanntem Verein statt. Da sich die „großen“ Vereine öfters weigerten, Spieler und Plätze dem Verband zur Verfügung zu stellen, mussten mehrere Länderspiele auf den kleinen Rudolfsheimer Platz verlegt werden, der zudem ein starkes Gefälle aufwies. Mit steigenden Zuschauerzahlen bei den Länderwettkämpfen und wachsender Popularität des Teams bewarben sich jedoch zunehmend mehr Vereine um die Austragung der österreichischen Länderspiele, die auch in diesem Hinblick neue Stadien mit großem Zuschauerraum errichteten. So eröffnete der 1. Simmeringer SC im Mai 1920 ein neues Stadion für etwa 50.000 Besucher, welches neben den Meisterschaftsspielen auch der Nationalmannschaft als Heimstadion dienen sollte. Zu einem ersten langjährigen Heimstadion wurde jedoch die Wiener Hohe Warte, das Vereinsstadion der Vienna, welches ein Jahr später als damals größtes und modernstes Fußballstadion Europas eröffnet wurde. Die Hohe Warte war ein reines Naturstadion und fasste offiziell über 80.000 Zuschauer.
Zur zweiten Arbeiter-Olympiade 1931 wurde mit dem Praterstadion, heute Ernst-Happel-Stadion, das heute größte Stadion Österreichs eröffnet. Zur Nachnutzung wurde es der österreichischen Fußballnationalmannschaft übergeben, die es bis heute als Heimstadion verwendet. Das erste Länderspiel im neuen Stadion wurde zwischen Österreich und Deutschland angesetzt, es sollte die Revanche für die kurz zuvor ereilte 0:6-Heimniederlage der deutschen Nationalelf werden. Österreich konnte sich allerdings abermals deutlich mit 5:0 durchsetzten, das erste Länderspieltor im neuen Stadion erzielte Matthias Sindelar bereits in der zweiten Spielminute. Das Ernst-Happel-Stadion ist heute von der UEFA als Fünf-Sterne-Stadion ausgezeichnet. Es fasste einst 90.000 Zuschauer, mittlerweile sind die Sitzplätze allerdings auf knapp 50.000 reduziert.
Bei Freundschaftsspielen wechselt das Team zunehmend öfters in kleinere Stadien in die Bundesländer aus, um sich auch dort den Fans zu präsentieren. Das erste Heimländerspiel außerhalb Wiens fand 1968 auf der Linzer Gugl statt. Seitdem dienten u. a. das Innsbrucker Tivoli, das Klagenfurter Wörthersee Stadion, die Red Bull Arena in Wals-Siezenheim sowie die Merkur Arena in Graz als Austragungsorte von Länderspielen. Für eine vollständige Liste der Austragungsorte siehe hier.

## Fans

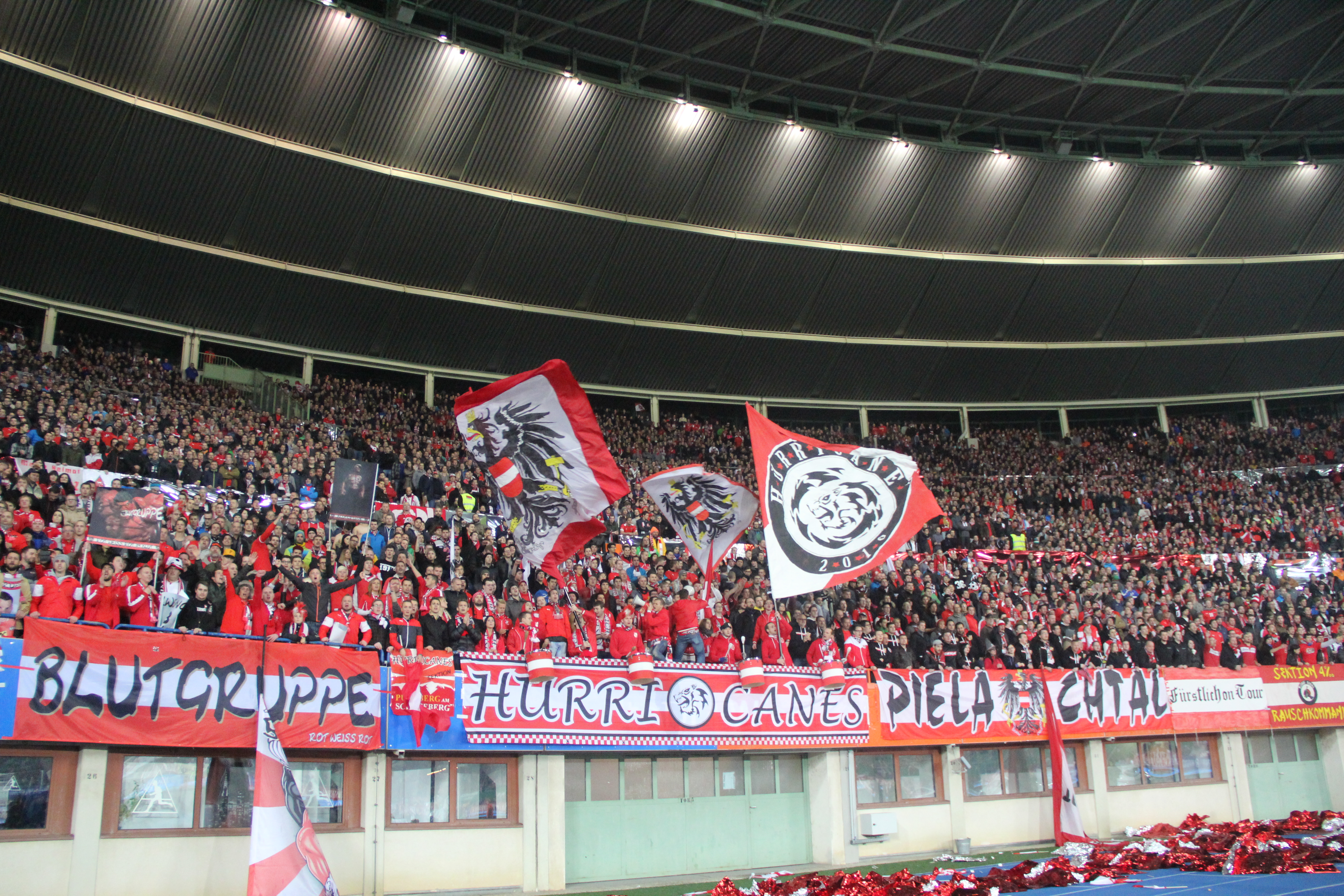
Fansektor im Happel-Stadion (hier Österreich-Russland am 15. November 2014)

Die Spiele des Nationalteams ziehen in Österreich, manchmal auch auswärts (je nach Wichtigkeit des Spiels und Entfernung zum Spielort), eine große Anhängerschaft an. Im Gegensatz zu den meisten anderen Ländern in Kontinentaleuropa wird der Fansektor (im Happel-Stadion Sektor C/D) von einem eigenständigen Hauptfanklub geleitet, der von weiteren Fanklubs unterstützt wird. Hierbei orientiert man sich wie bei Österreichs Fanszenen (etwa Rapid, Austria, Sturm Graz, Innsbruck, Austria Salzburg) an einem Ultra-Support. In der Vergangenheit agierten die Tornados und die Patriots als Hauptfanklubs, gegenwärtig sind es die Hurricanes. Darüber hinaus führte der ÖFB im August 2012 den Familienfanklub Immer wieder Österreich ein, der sich von der Ideologie der Ultras aber klar abgrenzt und seine Plätze auch nicht in der Fankurve bezieht. Neben den reinen Teamfanklubs fahren auch regelmäßig Fanklubs von österreichischen Fußballvereinen zu den Spielen, und hier insbesondere zu den Auswärtsspielen des Nationalteams.

## Amateurnationalmannschaft
Von der Zeit der Einführung des Berufsspielertums in Österreich 1924 bis zur Annexion 1938 wurde eine eigene Amateurnationalmannschaft geführt. Diese sollte vor allem Spielern aus den Bundesländern die Möglichkeit geben, an internationalen Begegnungen mitzuwirken, da diese damals nicht mit ihren Vereinen an der professionellen Meisterschaft teilnahmen. Ein erstes offizielles Länderspiel der Amateurauswahl fand am 25. September 1927 in Budapest gegen Ungarn statt, jedoch wurden pro Jahr nicht mehr als durchschnittlich zwei internationale Begegnungen ausgerichtet. Für Aufsehen sorgte der Plan, die Amateur-Elf zu den Olympischen Sommerspielen 1936 nach Berlin zu entsenden, da die professionelle Mannschaft von allen Olympischen Spielen ausgeschlossen war. Trainer Jimmy Hogan und Ludwig Hussak bildeten somit aus ausschließlich drittklassigen Spielern eine Mannschaft für Berlin, die anfangs mit viel Spott betrachtet wurde. Die Amateurnationalmannschaft erreichte jedoch das Finale, in dem sie Italien in einem harten Spiel nur knapp mit 1:2 in der Verlängerung unterlagen. Mit dem Silbermedaillengewinner Franz Fuchsberger schaffte zudem ein Mann aus der Provinz direkt den Sprung ins Profinationalteam. Den Erfolgen der Amateure wurde schließlich mit der Einführung eines bundesweiten professionellen Meisterschaftsbetriebes Rechnung getragen, sodass die österreichische Amateurnationalmannschaft letztmals am 19. September 1937 in Wien beim 6:3-Sieg über Ungarn auflief.

## Gesellschaftliche Bedeutung
In den Anfangszeiten der Nationalmannschaft wurde dieser noch wenig Beachtung geschenkt. Die großen Wiener Vereine weigerten sich oft, ihre Spieler zur Verfügung zu stellen. Die Zeitungen widmeten den Länderspielen kaum mehr als 20 Zeilen. Das Interesse am Team stieg allerdings schlagartig, als 1909 bei den österreichisch-ungarischen Duellen der Anfangszeit eine große Anzahl ungarischer Schlachtenbummler nach Wien zu einem Länderspiel kam, was die Wiener aus ihrer Gleichgültigkeit gegenüber dem Team aufweckte. Bald identifizierte man sich zunehmend mit dem Team. Einen ersten Höhepunkt nahm diese Entwicklung während der Zwischenkriegszeit sowie in der Nachkriegszeit. Die großen Erfolge der österreichischen Nationalmannschaft waren einerseits eine willkommene Abwechslung in der Zeit der hohen Arbeitslosigkeit und politischen Unruhen, andererseits stärkten sie das österreichische Selbstbewusstsein. Der damalige Unterrichtsminister Felix Hurdes schrieb beispielsweise zum 50-jährigen Verbandsjubiläum: „[…] Die Tatsache, daß Österreich, international gesehen, im Sport eine Stellung einnimmt, die manche Nation hinter sich läßt, deren Sportler unter wesentlich günstigeren Lebensbedingungen arbeiten, hat entscheidend dazu beigetragen, dem Namen Österreich in der Welt Achtung zu verschaffen.“ Die Erfolge des Teams gingen in dieser Zeit stets mit den Erfolgen der Vereine einher, wobei in den vergangenen Jahrzehnten zunehmend bevorzugt Legionäre in das Team einberufen wurden. Bis heute ist die Nationalmannschaft sehr populär geblieben, Schlagwörter wie „Córdoba“ sind auch dem nicht-fußballinteressierten Österreicher ein Begriff.